# Socialistisch realisme

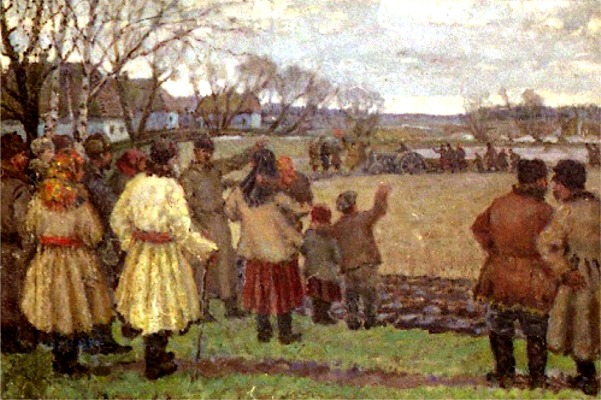
De eerste tractor, door Vladimir Gavriïlovitsj Krichatski

Het socialistisch realisme (Russisch: Социалистический реализм) was de officiële en ook in de praktijk toonaangevende kunst- en literatuurstroming in de Sovjet-Unie, vanaf de jaren twintig tot de opheffing van de Sovjet-Unie in 1991. De stroming kreeg na de Tweede Wereldoorlog grote invloed in de DDR en de andere staten van het Oostblok.

## Context
Bij het ontstaan van de Sovjet-Unie waren kunstenaars nog min of meer vrij wat het maken van kunst en literatuur betrof. Enkel werken die expliciet anti-Sovjet waren, vielen onder de censuur van Glavlit. De bekommernissen van de Partij waren in die tijd vooral politiek en economisch van aard. Echter, nadat Stalin in 1928 een eind had gemaakt aan de NEP, waarbij relatief veel ruimte was gelaten voor marktmechanismen, en het eerste vijfjarenplan afgekondigd werd, wenste hij ook het culturele leven volledig naar zijn hand te zetten. Kunstenaars werden gelijkgesteld aan arbeiders, en dat moest zich ook weerspiegelen in de kunst. Er werd een nieuwe methode afgekondigd die gold als de verplichte en enig toegestane methode voor kunst en literatuur: het "socialistisch realisme". De kunst en literatuur werden helemaal afgesteld op de arbeiders: ze moest eenvoudig zijn om te begrijpen, zonder ingewikkelde plots, en bovenal, ze moest "de werkelijkheid weerspiegelen in haar revolutionaire ontwikkeling". Binnen het domein van de literatuur zag de Bond van Sovjetschrijvers toe op de naleving van deze principes.

Socialistisch Realisme: monument in Charkov

Binnen de architectuur en de beeldhouwkunst vierde het constructivisme hoogtij. In de muziek (Sergej Prokovjev, Aram Chatsjatoerjan) keren romantisch tendensen en folkloristische elementen terug, vanuit een conservatieve toonzetting. Films (Sergej Eisenstein) zijn vooral heroïsch, vaak met een opvoedkundige moraal.
Het Socialistisch Realisme propageerde vooral ook dat kunst voor iedereen begrijpelijk moest zijn.
In de Sovjet-Unie, maar later ook in andere Oostbloklanden kregen auteurs die van het socialistisch realisme afweken, hun werk doorgaans niet of moeilijk gepubliceerd. In de jaren zestig en zeventig werden er in een aantal landen wel enkele pogingen gedaan de literatuur 'vrijer' te laten, maar het resultaat schrikte de overheid af, dus iedere periode van relatieve liberalisering werd afgewisseld door een periode van overheidsbemoeienis en censuur. Dissidente auteurs dienden ofwel hun boodschap zodanig te verpakken dat ze enkel voor de goede verstaander begrijpelijk was, ofwel hun werk voor eigen gebruik te houden. Pas eind jaren tachtig, tijdens glasnost, kwam veel dissident werk aan de openbaarheid. Publicaties in het Westen leidden tot die tijd doorgaans tot veel spanningen en controverses in de eigen gelederen.
In het Westen zijn elementen van het Socialistisch Realisme terug te vinden in de Popartcultuur.

## Kenmerken van het socialistisch realisme
- De realiteit moest op herkenbare wijze afgebeeld worden zoals die zich voordoet (lees: zoals die zich zou 'moeten' voordoen, en het reeds doet). Ruimte voor negatieve waarheden was er niet.
- Kunst moest optimistisch en positief zijn, er moest enthousiasme van uitstralen, en ze moest vervuld zijn van heldendom.
- In de literatuur moest er altijd een positieve held de hoofdrol krijgen; dit kon een arbeider, een boer, een partijlid of een ingenieur zijn.
- De kunst moest duidelijk Sovjet-Russisch zijn, volksverbonden en bovenal begrijpelijk voor het proletarische arbeidersvolk. Ze mocht niet choqueren, en experimentele kunst was uit den boze.

## Socialistisch Realisme in de klassieke muziek

### Ontwikkelingen vanaf 1932 tot Stalins dood
In 1932 werd besloten dat het Socialistisch Realisme als richtsnoer voor alle kunstvormen zou gaan gelden en daarvoor kunnen twee muziekstromingen worden onderscheiden die scherp tegenover elkaar stonden.
De ‘Russische Vereniging van proletarische Musici’ (RAPM) propageerde de proletarische koers in de muziek. Leden van de vereniging waren hoofdzakelijk amateurs die de verbinding tussen kunst en muziek als ‘bourgeois’ beoordeelden en slechts werken accepteerden die uitdrukkelijk propagandistische inhoud ten toon spreidde. Hedendaagse invloeden werden als ‘westers’ en decadent beoordeeld en afgewezen. De ideologische positie van de RAPM betekende dat eenvoudige liederen die de Revolutie ondersteunden en verheerlijkten én het proletariaat bezongen de norm werden. Werken in abstracte(re) vormen vonden geen genade.
De tegenpool van de RAPM was de in 1924 opgerichte ‘Vereniging voor Hedendaagse Muziek’ (ASM), die door de RAPM sterk werd bestreden. De ledenlijst van deze vereniging bestond bijna geheel uit de bekendste Russische componisten van die tijd, wat tot gevolg had dat de muzikale uitgangspunten uiterst uiteenlopend waren: Maximilian Steinberg was bijvoorbeeld nog diep geworteld in de romantische muziek, Nikolaj Mjaskovski moderniseerde zijn muziek in de bewuste tijd sterk en bijvoorbeeld Aleksandr Mosolov behoorde al tot de avant-garde. Als richtsnoer gold dat de leden zich zouden oriënteren op de ontwikkelingen in het westen (West-Europa) waaronder ook de twaalftoonsmuziek. Ook binnen de ASM was een stroming die de muziek wilde proletariseren. Hier betekende dat echter ‘industrialiseren’, zoals bijvoorbeeld Mosolov in zijn muziek het ritme van machines meegaf. (Bekend werd het deel de IJzergieterij uit zijn ballet ‘Staal’ (Сталь).) Leden van de ASM componeerden echter ook muziek die de loftrompet op de nieuwe Staat staken. Dat er een sterke scheiding met de traditionele vormen was, was evident. De ASM viel vanaf 1931 uit elkaar toen enkele prominente leden, waaronder Mjaskovski, de vereniging verlieten. De muzikale ontwikkelingen bleven aanwezig en waren onstuitbaar.
De proclamatie van het Socialistisch Realisme was feitelijk vijandig ten opzichte van de uitgangspunten van beide partijen. Tegen de idealen van de ASM omdat het Socialistisch Realisme elke vorm van avant-garde – en de gehanteerde definitie daarvan was scherper dan in het Westen zodat ook muziek van Mahler daaronder viel – afwees en als taboe ging cultiveren, anderzijds tegen de idealen van de RAPM omdat deze als amateuristisch werd weggezet wat haaks stond op de professionaliteit die bij de missie van het Socialistisch Realisme hoorde. De nieuwe richtlijnen ondersteunden in feite componisten die geheel op het tweede plan waren geraakt en in de muzikale ontwikkelingen van de 19de eeuw en de oude tradities waren blijven hangen. Deze ideologie werd ook door die conservatieve componisten het hartstochtelijkst ondersteund. Hiertoe behoorden Reinhold Glière, Michail Ippolitov-Ivanov en Sergei Vasilenko. Componisten zoals Mjaskovski en Anatoli Alexandrov veranderden hun stijl (weer) om in de pas te blijven lopen met de officiële richting.
Rond 1932 deed de vocale of liedsymfonie haar intrede en kwam tot grote bloei. Het betreft een symfonie met koorzang – soms met een of meer solisten – welker thema’s bewust eenvoudig zijn gehouden. De formele indeling van de klassieke symfonie bleef behouden en herkenbaar. Het bekendste voorbeeld van deze vorm is de 4de symfonie van Lev Knipper, ‘Gedicht voor een Komsomol-strijder’, dat het lied ‘Polyushko-polye’ (‘weide, mijn weide’) bevat. Dit groeide in de Sovjet-Unie tot een van de geliefdste massaliederen uit. De nieuwe esthetiek werd echter niet door iedere componist gedragen. Dmitri Sjostakovitsj componeerde moderne werken met grillige dissonanten zoals zijn 4de symfonie – die hij niet publiceerde – en zijn opera Lady Macbeth uit het district Mtsensk. In 1936 culmineerde deze ontwikkeling echter tot een ongekende apotheose. Nadat Stalin de bewuste opera gehoord had, verscheen op 28 januari 1936 in de (staats)courant Pravda een artikel met de naam ‘Chaos in plaats van Muziek’. Dit artikel fulmineerde sterk tegen deze opera en veroordeelde haar muzikale – trombones die een orgasme muzikaal uitbeelden – en scenische inhoud: seks op het toneel en een vrouw die drie mannen vermoordt. De opera werd weggezet als een bedreiging voor de Staat en het artikel bevatte een onverholen bedreiging aan het adres van de componist: ‘Dit spel kan alleen nog slecht aflopen’. In de tijd van de grote zuiveringen was de boodschap van dit artikel voor iedereen duidelijk: componisten die moderne muziek componeerden konden op represailles rekenen. Het gevolg was dat de meeste componisten zich aan de gewenste stroming aanpasten.
Toen de Tweede Wereldoorlog uitbrak was het voor de meesten duidelijk dat er werken werden verwacht die als thema’s strijd, moed en vrijheid omvatten. Naast vele marsen en strijdliederen voor het Sovjetleger ontstonden ook composities in grootse vorm die het patriottische gevoel ondersteunden en aanwakkerden. Mjaskovski’s 22ste symfonie; Sjostakovitsj’s 7de symfonie – de ‘Leningrad’ die onder heroïsche omstandigheden haar première beleefde – en de 2de symfonie van Aram Chatsjatoerjan. Ook Sergej Prokofjev nam het patriottische thema op in zijn 6de symfonie uit 1947 waar goed en kwaad elkaar heroïsch bevechten en de uitslag voor de hand ligt. De oorlogsthematiek stelde componisten echter in staat – doordat zij het kwaad met rabiate en progressieve stijlmiddelen konden afschilderen – wat dissonanten te verwerken. Daarbij kwam ook dat er niet zo sterk gelet werd op wat componisten produceerden omdat alle aandacht op de oorlogsinspanningen was gericht.
Gedurende de oorlogsjaren was er dus sprake van modernisering van de muziek. Deze tendens duurde echter niet veel langer dan de oorlog. In 1948 viel het beroemde ‘besluit’. De directe aanleiding hiervoor was Stalins bezoek aan een uitvoering van de opera ‘De grote Vriendschap’ van de Georgische componist Wano Muradeli. Deze opera was sterk gericht op het propaganda-element van de Socialistische heilstaat maar toch ergerden de hoogwaardigheidsbekleders zich aan enkele details. De muziek werd ook sterk bekritiseerd: ze zou avant-gardistische elementen en ‘scherpe toonsoorten’ bevatten. Dit operabezoek leidde in een vergadering van de Moskouse Componistenvereniging tot een – in scène gezette – toespraak van partijfunctionaris Andrej Zjdanov waarin hij scherp fulmineerde tegen de ontwikkelingen in de Sovjet-muziek. Zijn actie was gebaseerd op de door hem ontwikkelde doctrine die bekend werd als de Zjdanovdoctrine.
Na deze driedaagse vergadering werd op 10 februari 1948 de partijresolutie ‘Over de opera ‘De grote Vriendschap’’ openbaar gemaakt. In deze resolutie werd het woord ‘formalisme’ veelvuldig gebruikt. Alles wat als modern kan worden verondersteld is formalisme, is slecht voor de Sovjet heilstaat, en is dus verboden. Als officiële verklaring werd gesteld dat de muzikale vorm, d.w.z. het construeren van een muziekstuk, bovenal de melodie moest bevatten anders zou zij afglijden naar decadente uitingsvormen zoals atonaliteit. In direct zin, hun namen werden genoemd, werden de componisten Sjostakovitsj, Prokofjev, Chatsjatoerjan, Shebalin, Popov en Mjaskovski bedoeld. Deze componisten werden openbaar tot schuldbekentenissen gedwongen waarin zij moesten toegeven zich te hebben ingelaten met decadente muziektendensen. Alleen Mjaskovski weigerde een bekentenis uit te spreken.
In april 1948 werd een volgende bijeenkomst georganiseerd waarin het formalisme nogmaals op de korrel werd genomen en de componist Tichon Chrennikov tot de nieuwe hoofdcommissaris van de Componistenvereniging van de Sovjet-Unie werd benoemd. Het resultaat van deze resolutie was een bijna totale draai van componisten naar Sociaal Realistische muziek; er werd daarna een overvloed aan propagandistische massaliederen, cantates, oratoria en symfonieën gecomponeerd. Officieel werden alle met naam genoemde componisten in 1958 (of eerder) gerehabiliteerd, maar zeer consequent werd daar tussen 1948 en 1958 niet mee omgegaan. Mjaskovski’s 27 symfonieën werden in die tien jaar veelvuldig gespeeld. Berispte componisten kregen officiële prijzen terwijl zij in feite in de ban waren gedaan.
Naast Sjostakovitsj, die continu tussen hoop en vrees leefde, werd Prokofjev bijzonder zwaar getroffen. Zijn 6de symfonie en 9de pianosonate werden eerst goed ontvangen, maar direct na april 1948 was er een totale draai in de opinie over zijn muziek. Het was nu ‘formalisme van het ergste soort’ en ‘antidemocratisch’. De meeste van zijn werken werden in de ban gedaan en theaters durfden zijn muziek niet meer te programmeren zodat Prokofjevs inkomen wegviel en zijn gezondheid sterk achterui ging (in februari 1948 was zijn vrouw Lina gearresteerd op verdenking van spionage omdat zij geld naar haar moeder in Spanje wilde versturen). Prokofjevs laatste operaproject van dat moment – de opera Semjon Kotko, een opera op een sterk patriottische onderwerp – werd door het Kirovtheater afgelast. Deze klap, samen met zijn aftakelende gezondheid, zorgde ervoor dat hij zich bijna totaal uit het muziekleven terugtrok. Zijn artsen schreven hem voor dat hij rust moest nemen en hoogstens 2 uur per dag aan muziek mocht werken.
Na de Tweede Wereldoorlog werd in de nieuwe socialistische staten van het Oostblok geleidelijk ook de doctrine ingevoerd. Dit veroorzaakte vele problemen omdat de daar verblijvende componisten veelvuldig andere wegen bewandelden en de muziekontwikkeling na 1932 niet de richting van de Sovjet-Unie had gelopen. Daarbij ontwikkelde de DDR zich als beste jongetje van de klas en werd bijvoorbeeld in 1951 Paul Dessaus opera ‘Die Verurteilung des Lukullus’ in het openbaar sterk bekritiseerd. Rond 1953 was het Sociaal Realisme echter in alle Oostbloklanden officieel beleid.

### Kenmerken
Muziekwerken die volgens de Socialistisch Realistische principes werden gecomponeerd, volgden de volgende karakteristieken:
- Een conservatieve grondvorm (vierdelige symfonie bijvoorbeeld, of een symfonisch gedicht dat van donker – mineur – naar licht en triomfantelijk – majeur – beweegt);
- Men neemt de muziek uit de Romantiek als uitgangspunt;
- Men blijft binnen de grenzen van de tonaliteit;
- Men borduurt voort op de (rijke) bestaande traditie, bijvoorbeeld die van de volksmuziek, en
- Houdt zich aan de eenvoudige, uniforme melodieënrijkdom.

Trends en technieken als twaalftoonstechniek, serialisme en atonaliteit worden als ‘formalistische vergissingen’ sterk afgewezen.
Een bijzonder grote plaats krijgt de nationale folklore in de muziek. Als men al geen oorspronkelijke volksliederen als thema citeert, wordt verwacht dat men quasi folkloriet in de melodie en de harmonie verwerkt. Componisten die hier geen brood in zagen werden als ‘Bourgeois Internationalisten’ geoormerkt wat tot gevolg had dat hun werk praktisch onuitvoerbaar werd. De muziek moest democratisch zijn waarmee ‘algemeen begrijpelijk’ werd bedoeld. De muziek moest nl. voor alle mensen geschikt zijn en het oorspronkelijk Franse devies ‘L’art pour l’art’ werd omgewerkt tot ‘L’Art pour l’homme’. Ondanks dat aansluiting gezocht werd bij de muziek uit de Romantiek is deze echter sterk gekleurd door het ongewisse, het onwetende en het donkere met ruimte voor groots verdriet. De Socialistisch Realistisch muziek diende echter alleen optimistisch te zijn en is dan feitelijk niet romantisch. Het fundament was een ‘optimistisch tragedie’ waarin door een strijd het negatieve werd overwonnen en dat zich moest uiten in een ontwikkeling gedurende het muziekstuk van mineur naar majeur. Door dit principe kennen vele werken uit deze periode een heroïsche inslag waarbij door middel van een actieve strijd grote pathetiek en bombast wordt bereikt. Veel waarde werd ook gehecht aan het verbinden van socialistisch teksten met composities en ontstonden opera’s, cantates en oratoria (zie hieronder) in deze stijl. Bekende en oudere composities kregen duidingen die de componist niet had bedoeld. Zo werd Schubert’s Winterreise uitgelegd als het persoonlijk verdriet van een ongelukkig verliefde man terwijl Schubert zeer suggestief de algemene misère in zijn omgeving rond het Weense Congres tot uitdrukking bracht.

Componistenportretten
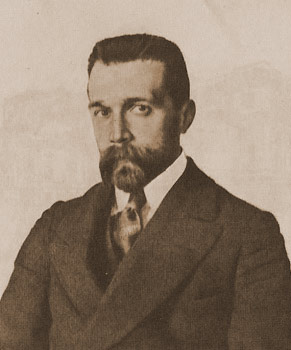
Nikolaj Mjaskovski in 1912. Werd pas gerehabiliteerd na zijn dood, kreeg wel in 1950 de Stalinprijs 2de klasse voor zijn 2de cellosonate.
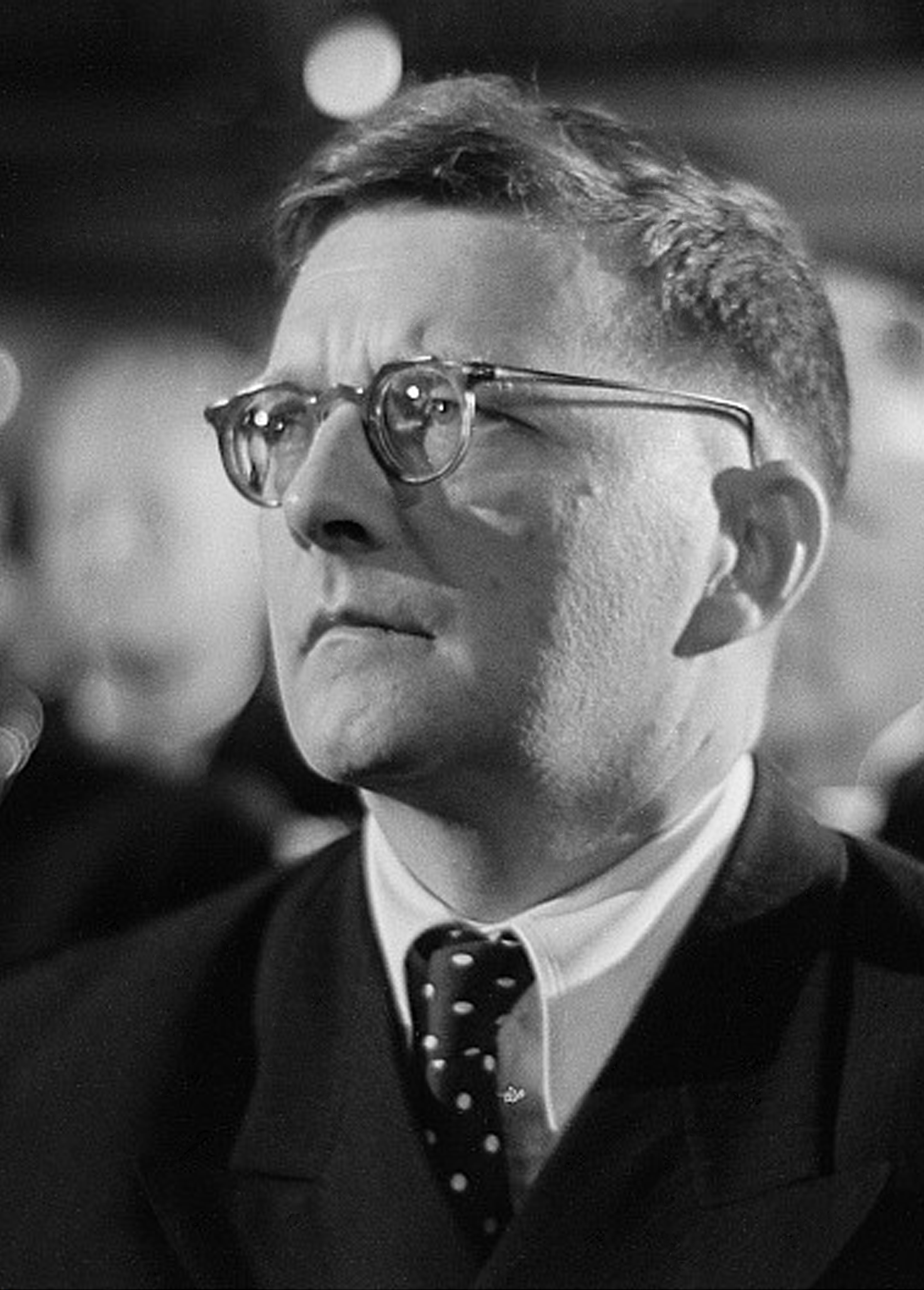
Dmitri Sjostakovitsj rond 1950. In 1949 werd de toon jegens hem al wat lichter omdat hij de USSR in New York moest vertegenwoordigen door o.a. een geprepareerde speech voor te dragen.
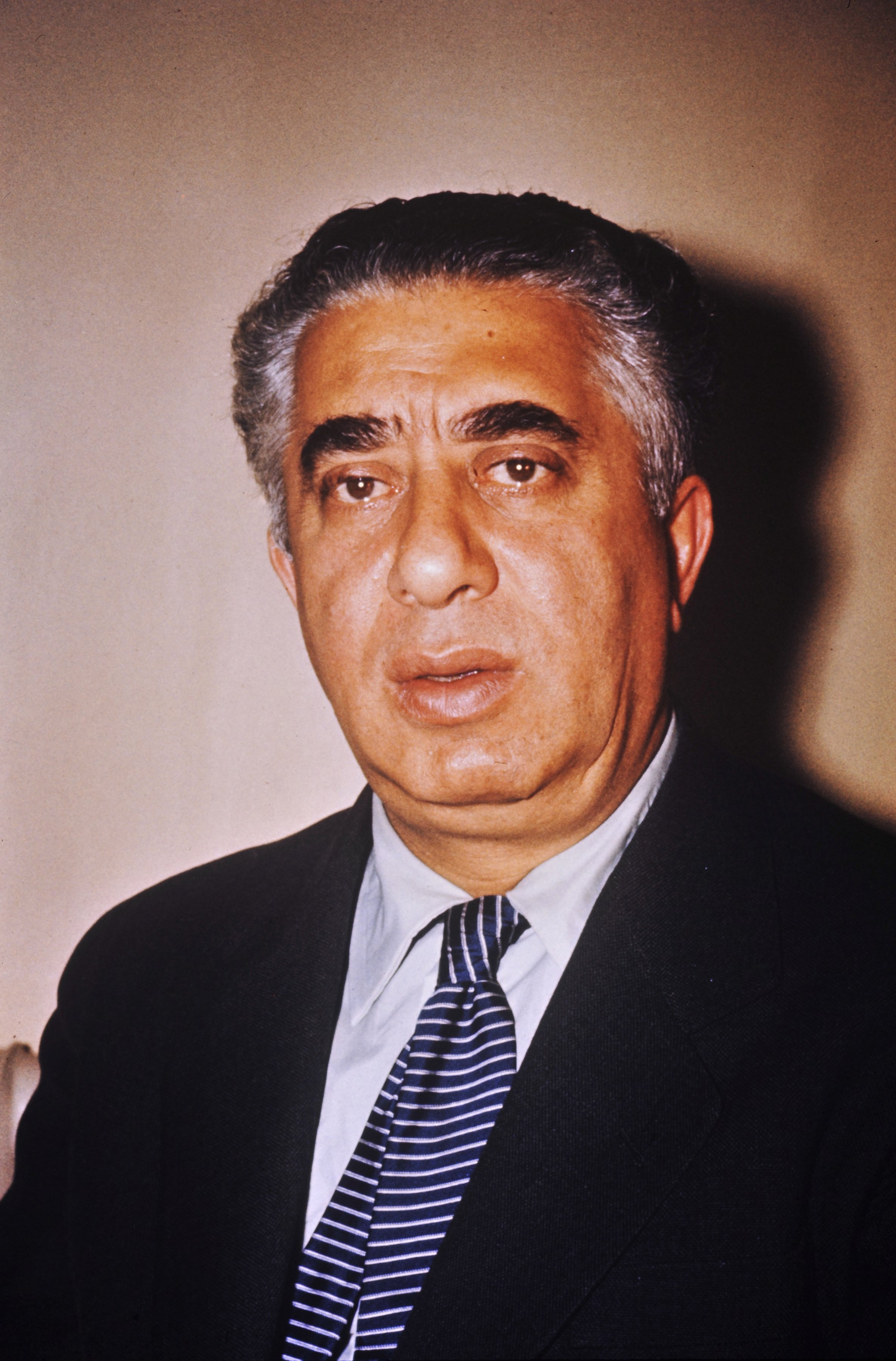
Aram Chatsjatoerjan in 1960. Werd ondanks de publieke vernedering na 1948 veelvuldig met officiële prijzen behangen.
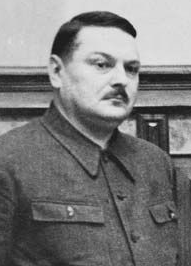
Andrej Zjdanov, cultuurpoliticus en architect van de Zjdanovdoctrine.

### Enkele voorbeelden
In de Sovjet-Unie paste bijna iedere componist zich tussen 1936 en 1960 aan de voorschriften aan. Praktisch bestond er voor niet goedgekeurde werken een uitvoeringsverbod of dirigenten durfden premières en uitvoeringen niet aan.
- Sjostakovitsj stond zeer sceptisch tegenover de doctrine maar zag zich door de harde kritiek in 1936 en 1948 gedwongen tot aanpassingen. Zijn 5de symfonie noemt hijzelf ‘[…] een reactie op terechte kritiek’ maar kenners vinden in zijn muziek voldoende cryptische aanwijzingen waaruit zij menen te kunnen halen dat Sjostakovitsj de kritiek ten minste wilde pareren. Zijn oratorium ‘Het Lied van de Bossen’ op.81 is echter een strikte aanpassing aan de gewenste muziekstijl. Er moest ook brood op de plank komen.
- Ook Prokofjev werd in 1948 door het slijk gehaald en paste zich na een gezondheidscrisis aan de kritiek aan. Hij vond zelf al eerder dat hij zijn publiek begrijpelijke(re) muziek moest voorschotelen zodat zijn 5de en 7de symfonie, en zijn oratorium ‘Op Vredeswacht’ op.124 in deze categorie vallen.
- De wijze waarop Aram Chatsjatoerjan componeerde kwam al bijna volledig overeen met de officiële koers. Balletten als Gayaneh en Spartacus, zijn 2de en 3de symfonie en de ‘Ode aan Stalin’ verbinden Armeense coloriet met een propagandistische richting. De kritiek van 1948 is derhalve moeilijk te begrijpen.
- Zijn leraar Mjaskovski reageerde in 1932 al met een symfonie, zijn 12de, als ode aan de collectivisering van de landbouw en veranderde zijn stijl, die in eerste instantie zeer complex, melancholisch en donker gekleurd was, naar één die naar het verleden teruggreep. Toch behield zijn muziek haar karakteristieken en zijn veroordeling in 1948 is ook moeilijk te plaatsen. Hij werd echter pas na zijn dood gerehabiliteerd.
- Dmitri Kabalevski werd vooral gevierd als componist van pianostukken voor kinderen, maar scoorde ook goed met zijn prettig geproportioneerde 4 pianoconcerten en zijn eerste drie symfonieën waarbij nr. 3 de titel ‘Requiem ter nagedachtenis aan Vladimir Iljits Lenin’ draagt.
- Daarnaast speelde het Socialistisch Realisme een grote rol in de nationale muziek van de deelrepublieken: Fikret Amirov in Azerbeidzjan, Otar Taktakivilli in Georgië en Mykola Kolessa in Oekraïne. In de DDR zijn Ottmar Gerster en Leo Spies de bekendste Sociaal Realisten. Al gedurende de Weimar Republiek componeerde Gerster voor de arbeidersbeweging en stond bekend als een conservatieve kracht. Zijn 2de symfonie, de ‘Thüringer Sinfonie’, zijn cantate ‘Eisenkombinat Ost’ en de Feestelijke Ouverture 1948 gelden als voorbeelden.
- In Tsjecho-Slowakije was Alexander Moyzes gedurende de periode van zijn 5de tot en met zijn 7de symfonie en met enkele suites op romantische thema’s zoals rivieren en landstreken, een goed voorbeeld. Net als Zoltan Kodály in Hongarije.
- De Pools-Russische componist Mieczysław Weinberg bleef in 1953 net op tijd uit de handen van zijn slagers. In 1939 vluchtte hij uit Polen naar Minsk. Na een verhuizing naar Tasjkent vroeg Sjostakovitsj, die een uitzonderlijk talent in hem herkende, hem in 1943 naar Moskou te komen. In 1948 werd hij door de doctrine niet geraakt, vermoedelijk omdat hij totaal niet als componist opviel. In februari 1953 werd hij gearresteerd en beschuldigd van ‘Joods bourgeois nationalisme’. Sjostakovitsj schreef hierop een riskante brief aan Lavrenti Beria en vroeg om Weinberg’s vrijlating. Dit geschiedde maar dit kwam vermoedelijk alleen maar doordat Stalin overleed. Snel daarna werd Weinberg officieel gerehabiliteerd. Zijn muziek krijgt ook in het Westen vanaf 2000 steeds meer bekendheid.
- Ook de muziek van Aleksandr Lokshin krijgt thans in het Westen volop aandacht. In 1948 werd zijn muziek in de ban gedaan en moest hij het conservatorium van Moskou verlaten; hij zou ‘ideologisch verkeerde muziek’ onder de aandacht van zijn studenten brengen. Lokshin was een groot bewonderaar van Alban Berg en Gustav Mahler. Hij kon zijn gezin onderhouden door veel theater- en filmmuziek te schrijven. Hij weigerde echter zijn compositiestijl en –voorkeuren te veranderen. Onder meer componeerde hij symfonieën op teksten van net zo verdachte dichters als Alexander Blok en Anna Achmatova en de Fransman Charles Baudelaire. Lokshin werd postuum gerehabiliteerd.

### Ontwikkelingen na Stalins dood
De alleenheerschappij van de gewenste muziekpolitiek hield zeker tot Stalins dood aan. Stalins overlijden viel toevalligerwijs op dezelfde dag als die van Prokofjev. (Dit kwam niet gelegen en daarom werd jarenlang officieel volgehouden dat Prokofjef één dag na Stalin was overleden.) Na Stalins dood werd de doctrine wat milder geïnterpreteerd en toegepast.
Toch werden premières van vele composities uitgesteld, gedwarsboomd of met de grootst mogelijke voorzichtigheid benaderd. De première van Sjostakovitsj 13de symfonie veroorzaakte controverse o.m. omdat hij teksten van de dichter Yevgeny Yevtushenko (die moralist en ‘boudoirdichter’ werd genoemd) op muziek zette. De bas-solist die op de première zou zingen – Boris Gmyrya – trok zich onder partijdruk terug. Jevgeni Mravinski, dé beoogde dirigent voor de première, deed hetzelfde zodat Sjostakovitsj Kirill Kondrasjin vroeg de première te verzorgen. Dit is slechts een voorbeeld van de manier waarop met een ‘zoon van de Sovjet-Unie’ werd omgegaan. Andere componisten werden ook 20 jaar na Stalins dood nog veelvuldig gedwarsboomd. Galina Oestvolskaja heeft opgemerkt dat zij componeerde voor het archief.
Weinig componisten hadden het lef de officiële weg te weerstaan, vooral ook omdat het hun inkomen – en dus gezin etc. – sterk negatief beïnvloedde. Lev Knipper gooide de handdoek in de ring en produceerde de gewenste vormen in zijn symfonieën om pas 5 jaar voor zijn dood meer experiment in zijn werk toe te staan. Sommige componisten trokken zich ver van de grote muziekcentra terug; sommige vonden troost in alcoholconsumptie. Gavriil Popov, enfant terrible en talent zoals zijn 1ste symfonie uit 1935 laat zien, schreef sporadisch nog in zijn modernistische stijl maar bereikte onder invloed nooit meer de grote artistieke hoogte die hij vermoedelijk had kunnen bereiken. Aleksandr Mosolov, die tot 8 jaar Goelag werd veroordeeld omdat hij dronken uit de componistenbond werd gegooid, paste zich direct aan. (Door interventie van medecomponisten kwam hij na 8 maanden vrij.)
Het componeren van filmmuziek was een goede manier om brood op de plank te krijgen. Het was praktisch en populistisch en vereiste bij een ervaren componist geen noemenswaardige inspanning; het variëren en verschillend instrumenteren van één of twee thema’s was vaak voldoende. Ook werd er door de Partij niet zo sterk op gelet en als een componist wat dissonanten kwijt wilde, deed hij dat bij de muziek voor de slechterik. Naast Oestvolskaja kunnen ook de componisten als Alfred Schnittke, Arvo Pärt, Sofia Goebaidoelina, Gia Kantsjeli en Boris Tisjtsjenko worden genoemd die gedurfde muziek componeerden en mogelijk daarom in het Westen op handen gedragen en gepromoot werden.

Componistenportretten
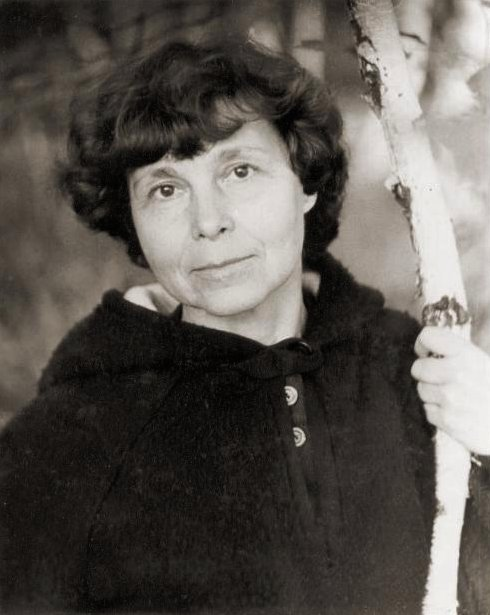
Sofia Goebaidoelina, 1981.
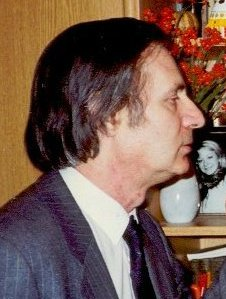
Alfred Schnittke op een foto uit 1989.
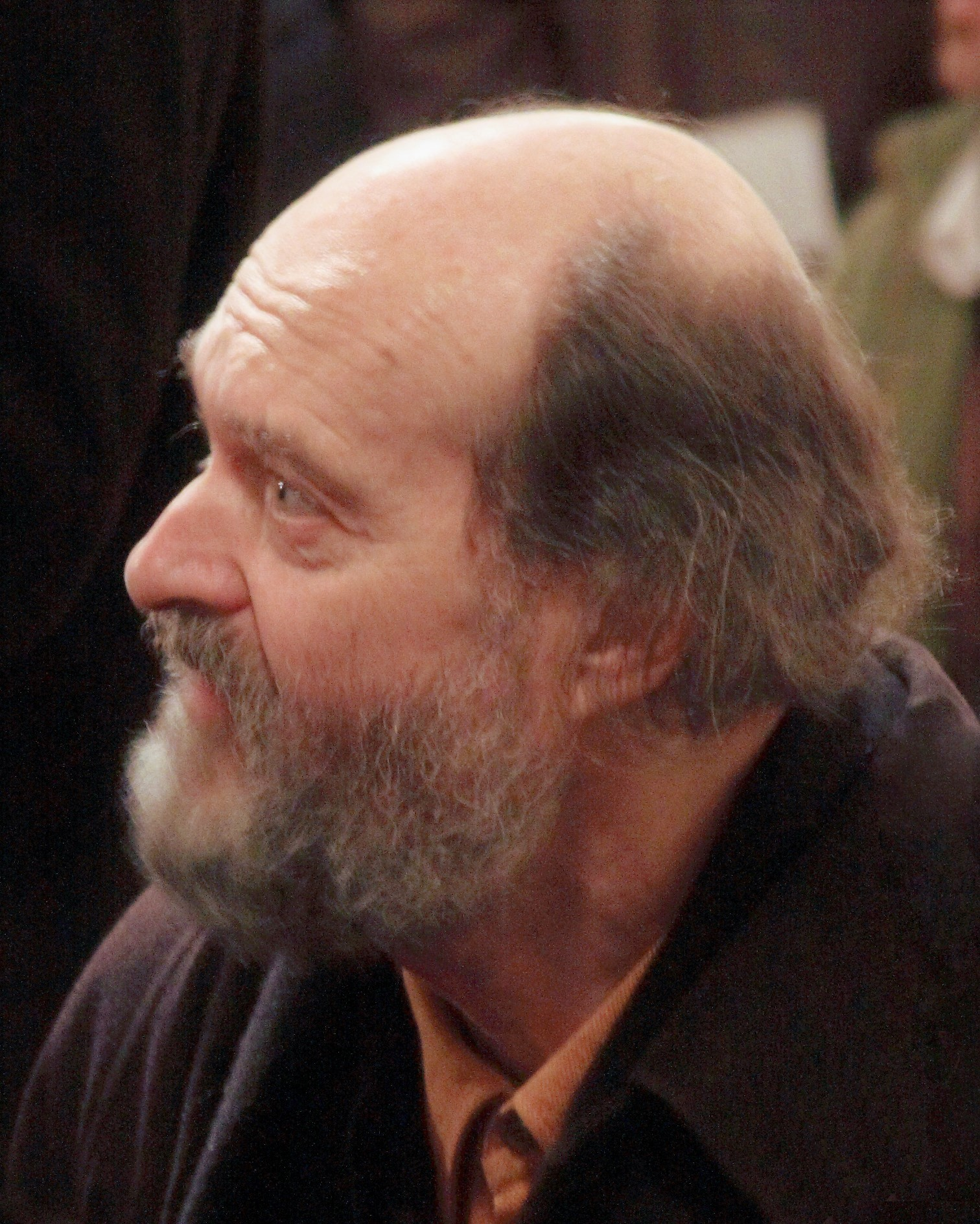
Arvo Pärt in 2008
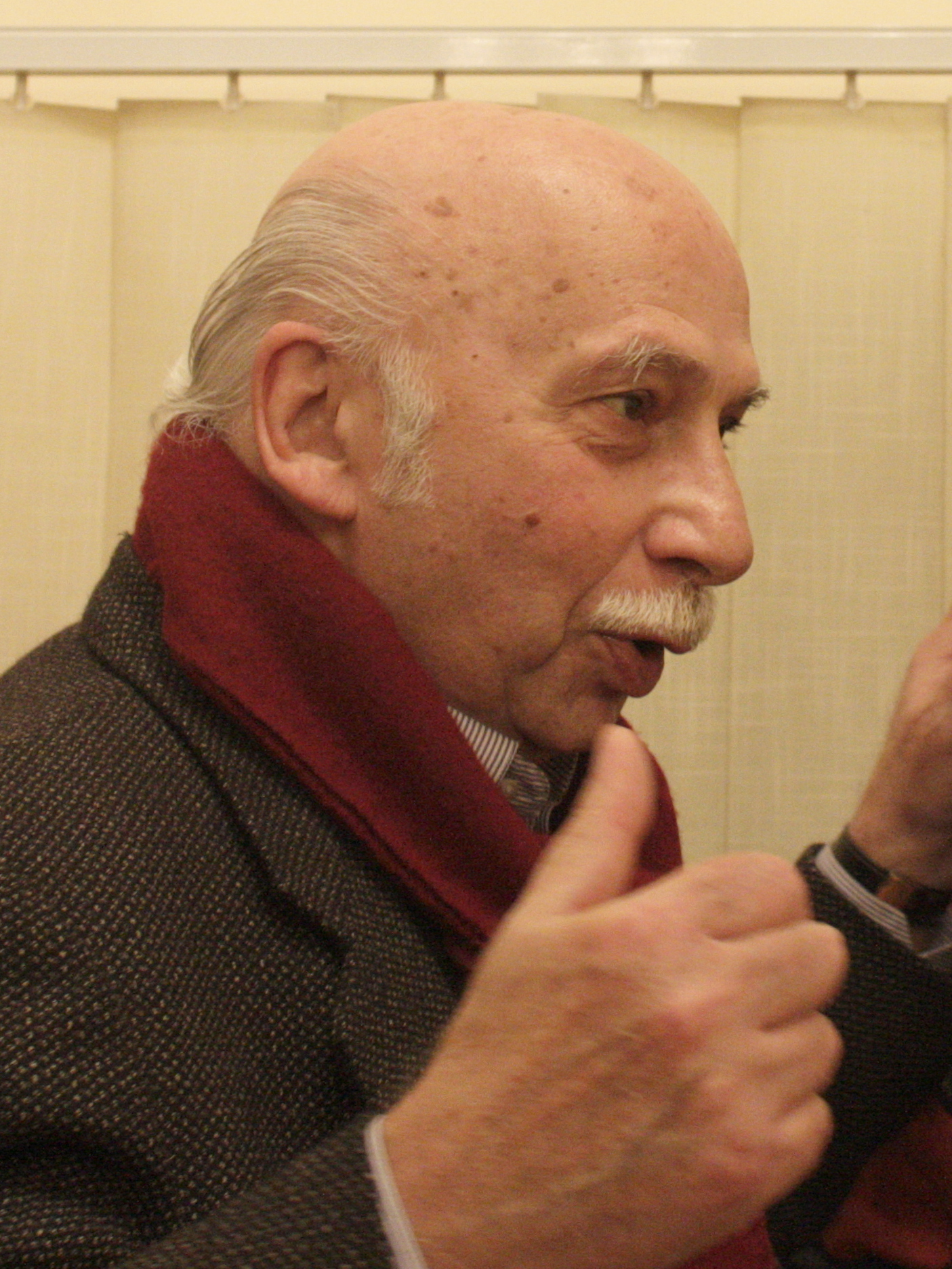
Gia Kantsjeli in 2010.

### Uitvoerende musici
Sommige musici, conservatoriumleraren en dirigenten zetten zich in voor componisten of composities die tegen de officiële lijn ingingen. Velen pasten zich aan de officiële lijn aan. Voor een orkestlid was zich niet aanpassen moeilijk uitvoerbaar: hij speelt wat er op de lessenaar ligt. Bevalt dat niet dan moest hij zich bekwamen als leraar of solist. Bekende en minder bekende personen vonden hun weg naar het Westen, doken onder of vroegen politiek asiel aan. Sommige werden – met af en toe grootse media-aandacht – het land uit gezet. Enkele bekende voorbeelden zijn:
- Mstislav Rostropovitsj, cellist, verzette zich in 1948 openlijk tegen Sjostakovitsj’s ontslag als compositieprofessor in Leningrad en Moskou. Hij werkte nauw samen met Prokofjev en Sjostakovitsj. In 1970 gaven hij en zijn vrouw, de diva van het Bolsjojtheater Galina Visjnevskaja, onderdak aan de dissidente schrijver Aleksandr Solzjenitsyn waardoor zij steeds meer onder druk kwamen te staan. In 1974 emigreerden zij naar de Verenigde Staten waarna in 1978 hun staatsburgerschap werd afgenomen. Pas in 1990 trad Rostropovitsj weer in zijn moederland op.
- Ook de pianist Svjatoslav Richter had een nauwe samenwerking met Prokofjev, van wie hij de laatste vier pianosonates in première bracht. In 1945 won hij de grote wedstrijd voor uitvoerende kunstenaars uit de hele Sovjet-Unie. Vier jaar later won hij ook de Stalinprijs en verder vele officiële en officieuze onderscheidingen van het Sovjet-regime. Toch mocht hij jarenlang niet in het buitenland optreden. Pas vanaf 1960 vertrouwde het regime hem genoeg om hem concertreizen buiten de Sovjet-Unie te laten maken. In dat jaar maakte hij zijn New Yorkse debuut in Carnegie Hall, met legendarisch succes. Hij kreeg zelfs genoeg vrijheid om de zomers door te brengen in Frankrijk, waar hij vanaf 1964 jaarlijks deelnam aan de Fêtes Musicales en Touraine in Tours.
- Dirigent Jevgeni Mravinski was 50 jaar lang – van 1938 tot zijn dood in 1988 – chef-dirigent van het Leningrad Philharmonisch Orkest. Hij gaf de eerste uitvoering van meerdere symfonieën van Sjostakovitsj, maar wees de première van diens 13de symfonie af. Hij leek als artiest onaangetast door het regime en sprak zich er nooit tegen of voor uit. Zijn tournees door het Westen – rond 1960 reisde hij met het orkest alle belangrijke podia van West-Europa af – werd geëscorteerd door zeker 50 KGB-officieren.
- Kirill Kondrasjin dirigeerde op het eerste Internationaal Tsjaikovski-concours in Moskou in 1958 de eerste prijswinnaar Van Cliburn. Met hem maakte hij een tournee door de Verenigde Staten. Hiermee werd hij de eerste Russische dirigent die Amerika bezocht tijdens de Koude Oorlog en de eerste Sovjetkunstenaar die persoonlijk door president Eisenhower op het Witte Huis werd ontvangen. Hij was van 1960 tot 1975 chef-dirigent van het prestigieuze Filharmonisch Orkest van Moskou en leidde de première van de zeer controversiële 13de symfonie Babi Yar van Sjostakovitsj, waarin antisemitisme aan de kaak wordt gesteld. In 1978 vroeg hij in Amsterdam politiek asiel aan. In de Sovjet-Unie zweeg men hem onmiddellijk dood door al zijn platen uit de handel te nemen en radio-uitzendingen ervan te verbieden. Hij werd een veelgevraagd gastdirigent bij West-Europese symfonieorkesten en werd vast benoemd bij het Concertgebouworkest. In 1981 overleed hij in Amsterdam.
- Violist David Oistrach liet zich voor zover bekend nooit negatief over zijn land uit. Hij mocht als cultureel ambassadeur nr. 1 veelvuldig reizen en was het muzikale boegbeeld van de Sovjet-Unie. Tijdens zo'n concertreis overleed hij in 1974, toevallig ook in Amsterdam.
- Dirigent Jevgeni Svetlanov was jarenlang ook een model-Sovjetburger en mocht daarom waarschijnlijk veelvuldig reizen. Toen Alexander Melik-Pasjajev ontslagen werd als chef-dirigent van het Bolsjojtheater omdat hij (heel voorzichtig) een democratiseringsvoorstel had geopperd, nam Svetlanov maar al te graag diens plaats in. Hij was van 1965 tot 2000 chef-dirigent van het beroemde Academisch Staats Symfonie Orkest van de USSR. Toen voormalige dissidenten een open brief opstelden aan Boris Jeltsin om hun vreugde te uiten over de nieuw verworven vrijheden, weigerde Svetlanov te tekenen "omdat hij altijd al vrij was geweest". Vreemd was dat hij in 2000 op staande voet ontslagen werd omdat hij ‘te veel tijd in het buitenland doorbracht’, aldus de reden in zijn ontslagbrief. In een open brief, gericht aan Vladimir Poetin, protesteerde hij tegen zijn ontslag. Daarin vergeleek hij zijn eigen lot met dat van de vroegere Sovjetdissidenten.
- Dirigent Gennadi Rozjdestvenski, leeftijdgenoot van Svetlanov, bracht veel werken van Sovjetcomponisten in première. Net als Svetlanov heeft hij tijdens de Sovjetperiode vaak in het buitenland kunnen optreden, maar door zijn vriendschappen met onder anderen Rostropovitsj en Visjnevskaja heeft hij onder ex-dissidenten een aanzienlijk betere reputatie.
- De dirigent Rudolf Barschai was meer dan 20 jaar dirigent van het Moskous Kamerorkest (1955-1977), waarmee hij technische perfectie bereikte. Door het antisemitische klimaat – Barschai was Joods – in de naoorlogse Sovjet-Unie werd hij met grote en kleine dingen dwarsgezeten. Regelmatig werd hij gevraagd (gedwongen) om uitnodigingen van wereldberoemde westerse orkesten te negeren. Hij werd tegengewerkt of hij mocht niet op tournee met zijn eigen orkest. De media werd medegedeeld dat Barschai een slechte gezondheid had. Hij verliet de Sovjet-Unie in 1977 en vestigde zich in Israël.
- De mezzospraan van het Bolsjojtheater Irina Archipova was jarenlang lid van de Opperste Sovjet, het hoogste wetgevende orgaan. In die invloedrijke positie kon zij zich samen met haar man, de tenor Vladislav Piavko, in binnen- en buitenland zeer inzetten voor de ontwikkeling en ondersteuning van jonge musici. Zij ging daar ook na de val van het Sovjetregime mee door en behield de achting die zij al heel lang genoot. Zij heeft zich echter nooit uitgesproken tegen de maatregelen van het Sovjetregime jegens dissidenten.

Portretten van uitvoerende musici
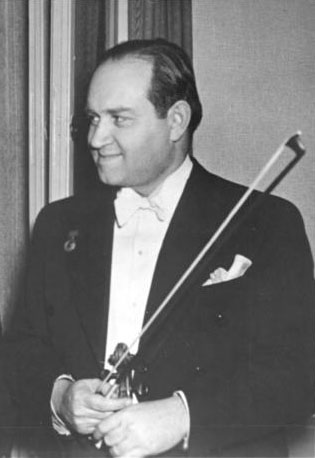
David Oistrach
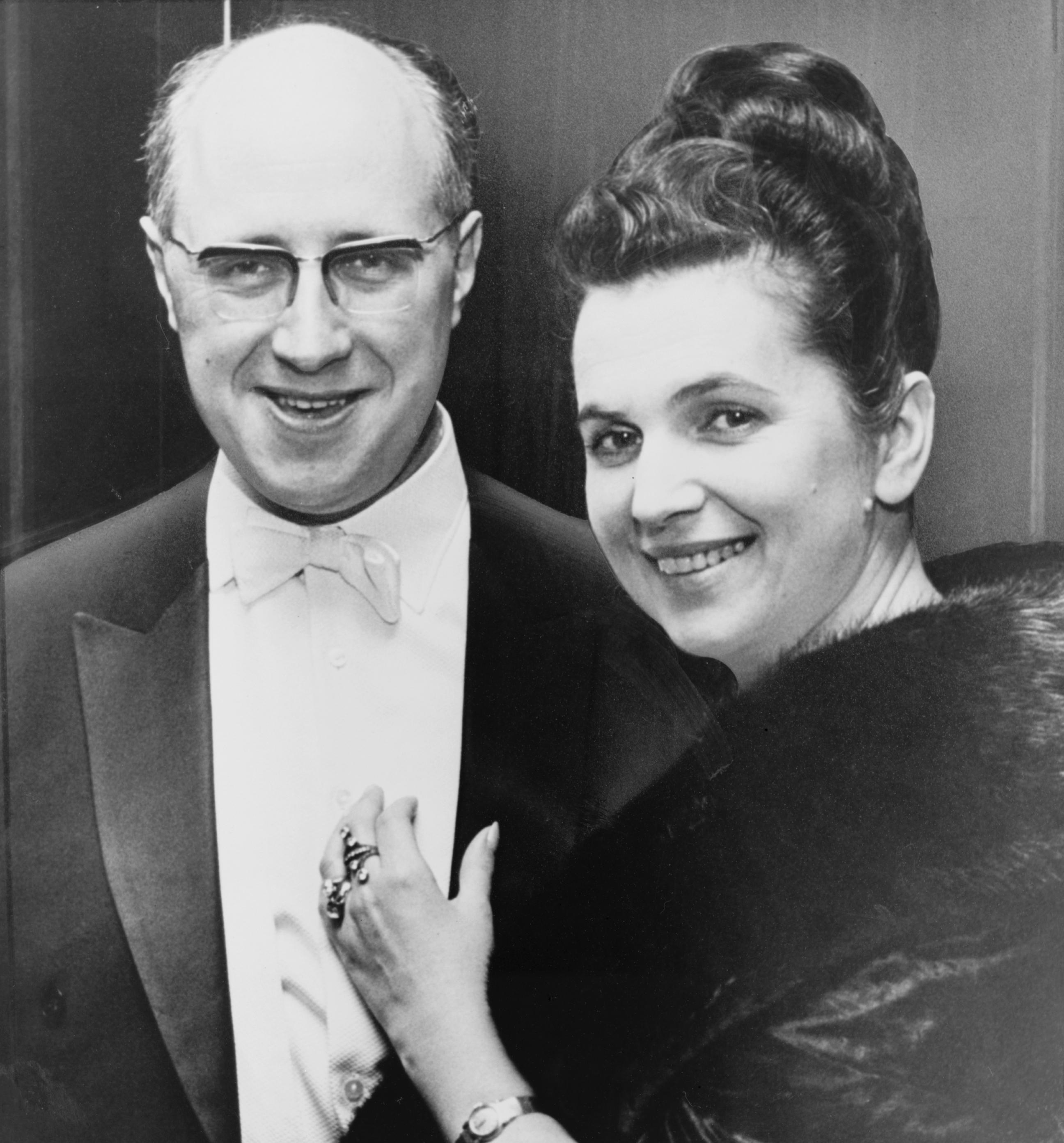
Het echtpaar Rostropovitsj – Visjnevskaja
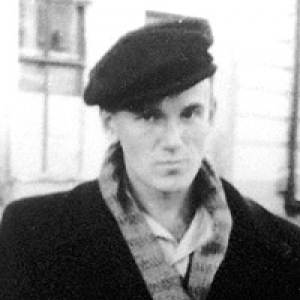
De 20-jarige Svjatoslav Richter in 1935
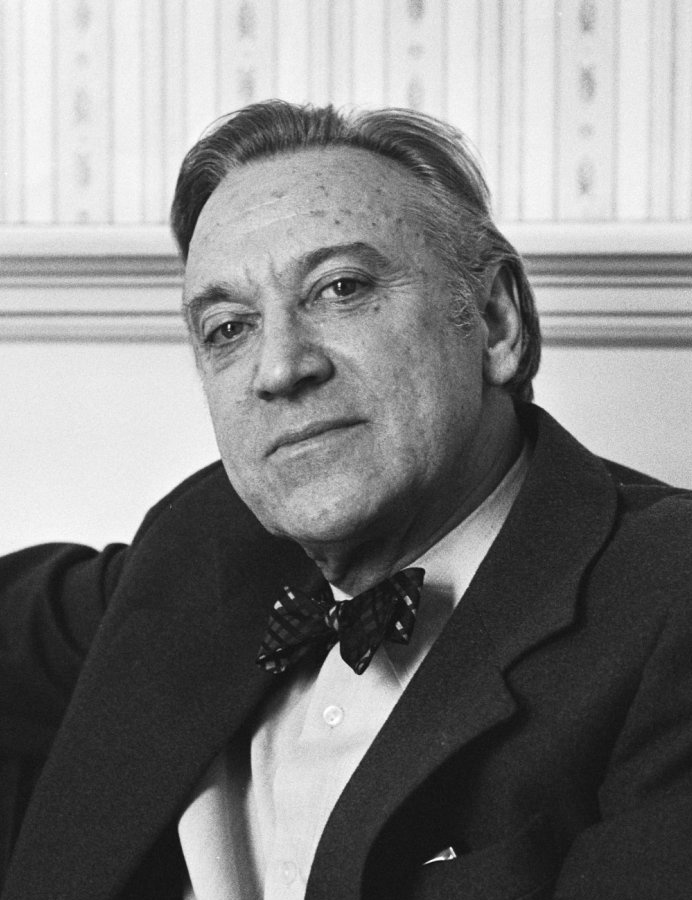
Kirill Kondrasjin in ballingschap in Amsterdam (1979)
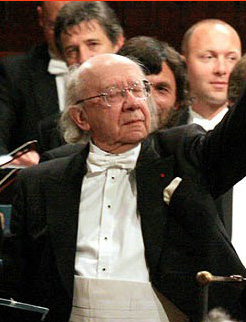
Gennadi Rozjdestvenski

## Socialistisch Realistische schilderkunst

### Inleiding
De Socialistisch Realistische schilderkunst is geen op zichzelf staand geheel. Er zijn grote invloeden van de Realisten (Repin, Perov, Savrasov etc.) en de Impressionisten. De Peredvizjniki (Engels: itinerants, wanderers; Nederlands: trekkers, reizigers, dwalers, wandelaars) hebben grote invloed gehad op latere generaties. Vanaf het midden van de 18de eeuw werd de schilder- en beeldhouwkunst in Rusland door de Keizerlijke Academie der Kunsten in St. Petersburg gecontroleerd. Gedurende de relatief liberale periode onder tsaar Alexander II kwam bij een aantal kunstenaars ontevredenheid over de Academie aan de oppervlakte. In 1863 rebelleerde een aantal studenten van de Academie openlijk tegen de jaarlijkse prijsvraag voor de gouden medaille in schilderkunst wegens het onderwerp ‘De opname van Odin in Walhalla’. Zij beoordelen deze mythologische fantasie als te ver verwijderd van het echte Russische leven dat, zo vonden zij, hun attentie nodig had.
Dertien schilders en één beeldhouwer trokken zich hierop uit de Academie terug. Deze ’13 deelnemers’ richtten de ‘Coöperatieve Kunstenaarsvereniging’ op. In 1870 richtten zij de ‘Vereniging voor Reizende Kunstverzamelingen’ op en de schilders werden bekend onder de naam ‘Peredvizjniki’. Deze groep concentreerde zich op het schilderen van populaire thema’s in een begrijpelijke, toegankelijke realistische stijl. Zij geloofden dat hun kunst gebruikt kon worden voor sociale hervorming en hoopten dat het een impuls voor een nationaal bewustzijn zou zijn. Ofschoon de leiders van deze groep de Europese stromingen kenden, was hun eigen agenda Russisch, en daardoor een (onbewuste) voorloper van de Socialistisch-realistische schilderkunst. Voortdurend terugkerende thema’s waren de Russische boeren en hun leefwijzen, het Russische landschap en de Russische ambtenaren en middenklasse. Dit was een progressieve daad omdat de schilderkunst tot dan gedomineerd werd door mythische voorstellingen en portretten van de aristocratie, de rijken en oorlogsoverwinningen.
De manier waarop zij hun publiek bereikten was ook nieuw voor de bewuste tijd. Tentoonstellingen waren gewoonlijk beperkt tot Moskou en St. Petersburg, maar de Peredvizjniki reisden met hun kunst het land door. Zo konden zij een veel groter publiek bedienen. De kunst van de groep is vooral, maar niet uitsluitend, door de inspanningen van de rijke Moskouse textielhandelaar Pavel Tretjakov (1832-1898) bewaard gebleven. In 1892 schonk hij, in samenwerking met zijn broer, Moskou zijn kunstverzameling die in de huidige Tretjakovgalerij bewonderd kan worden. Belangrijke leden van de Reizigers waren Nikolaj Bogdanov-Belski, Aleksej Bogoljoebov, Nikolaj Ge, Archip Koeindzji, Ivan Kramskoj, Isaak Levitan, Rafail Levitski, Vasili Perov, Ilja Repin, Aleksej Savrasov, Valentin Serov, Ivan Sjisjkin, Vasili Soerikov, Apollinari Vasnetsov en Viktor Vasnetsov.

Schilderkunst van de Peredvizjniki
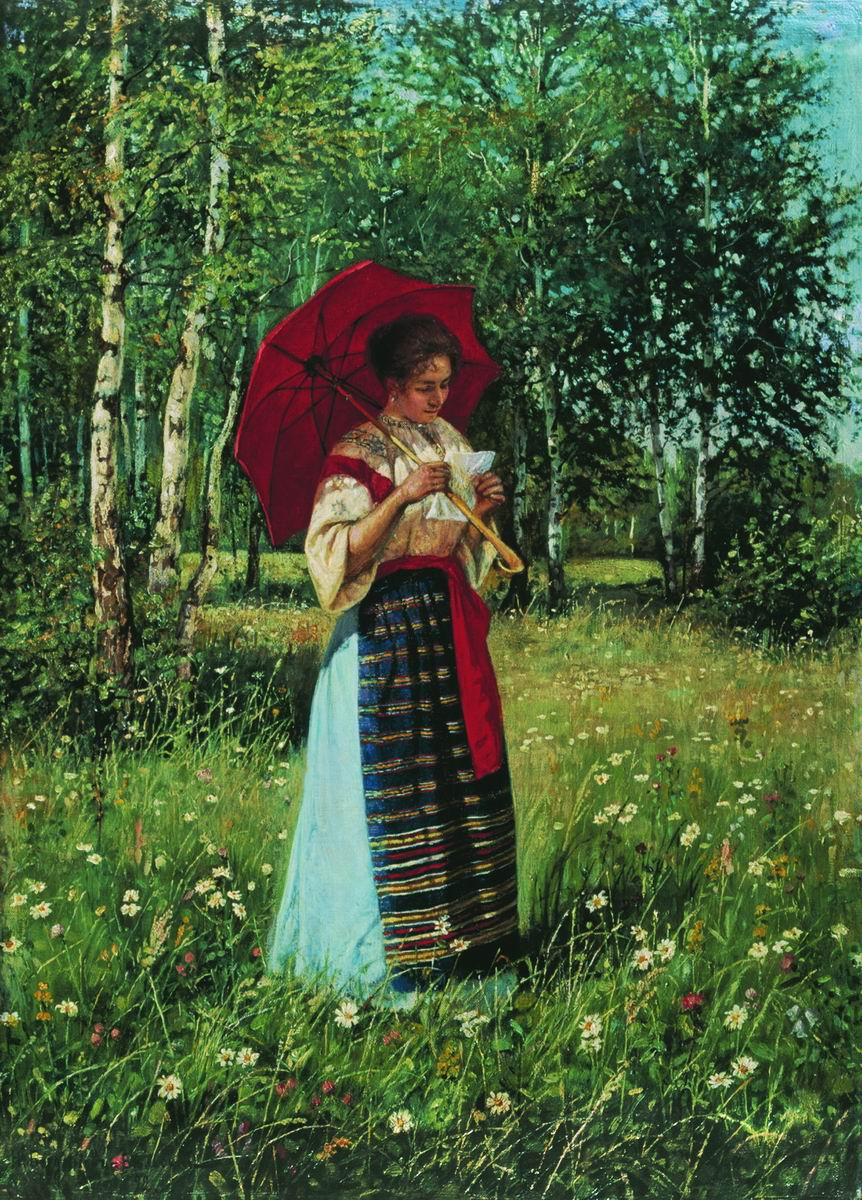
’Een brief lezen’, van Bogdanov-Belski, 1892.
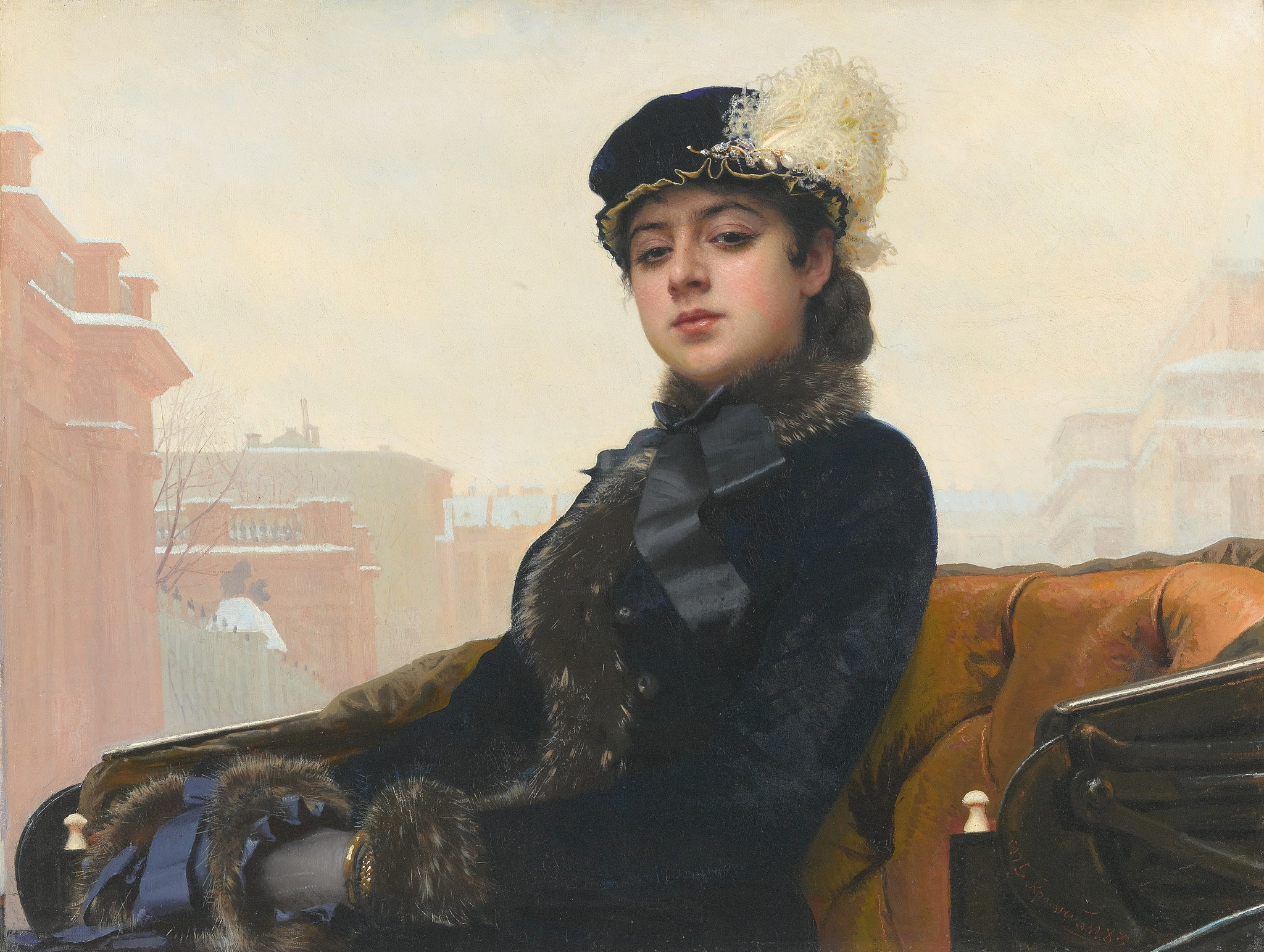
’Portret van een onbekende vrouw’, van Kramskoj, 1883.
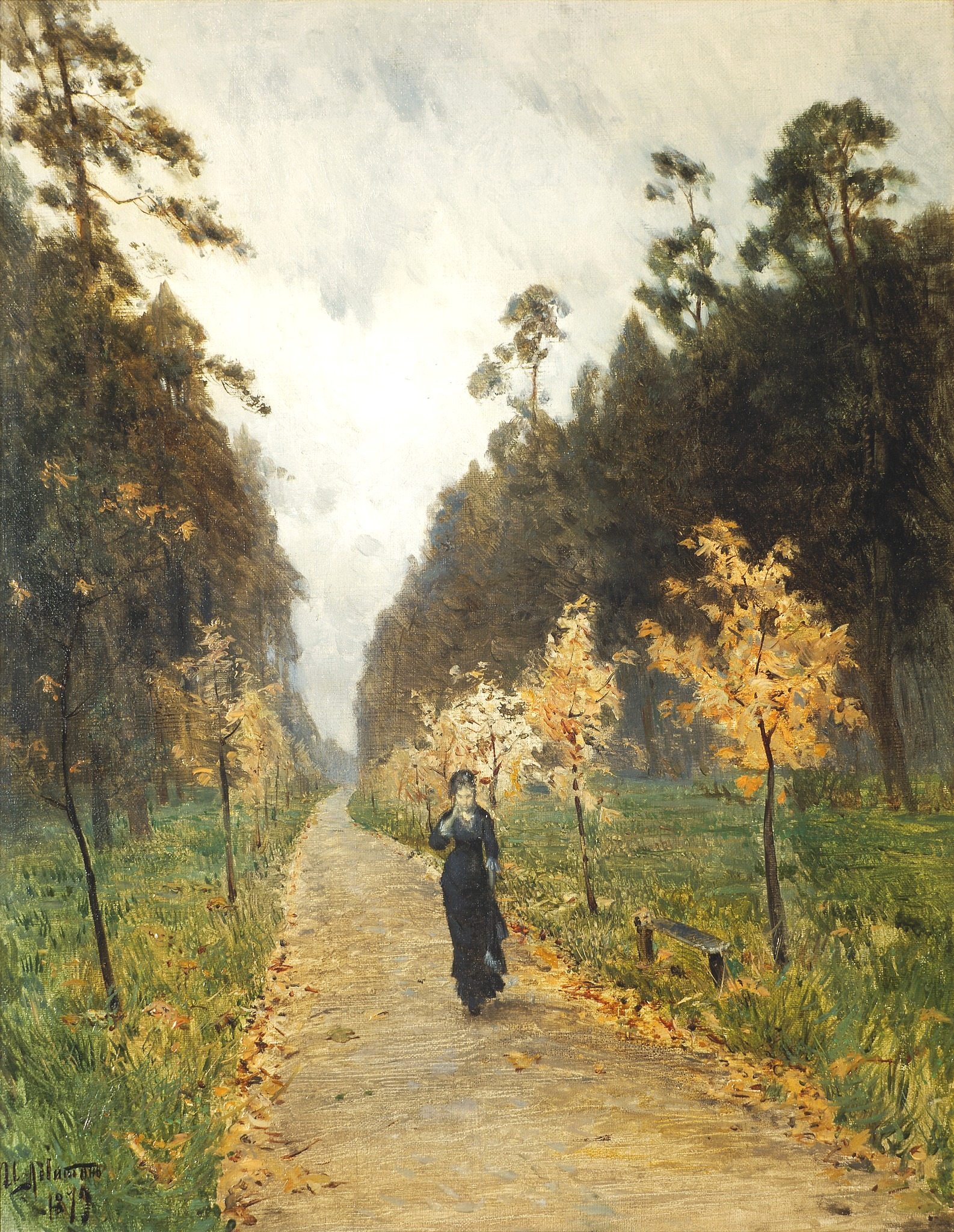
’Herfstdag’, van Levitan, 1879.
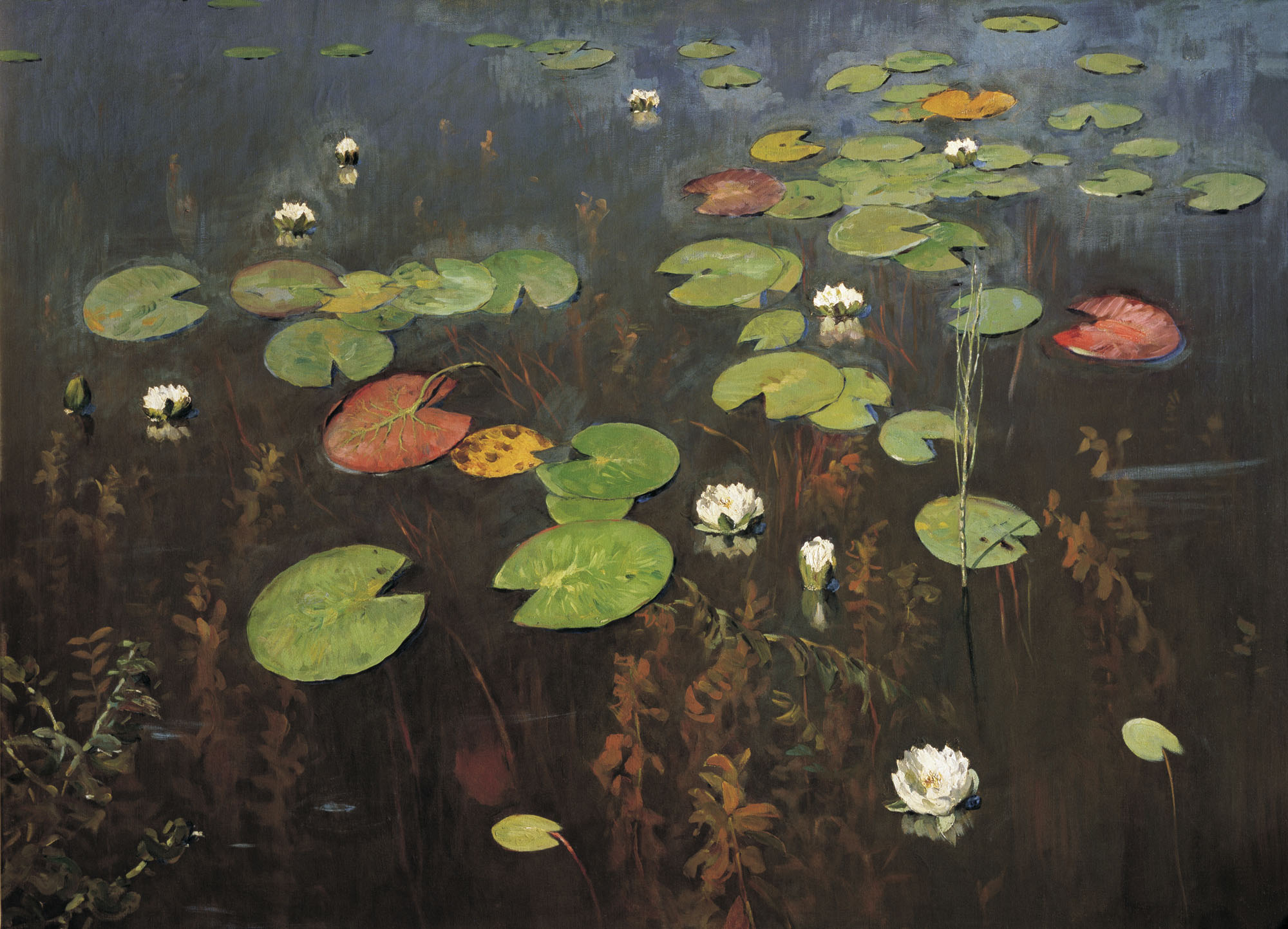
’Waterlelies’, van Levitan, 1895.
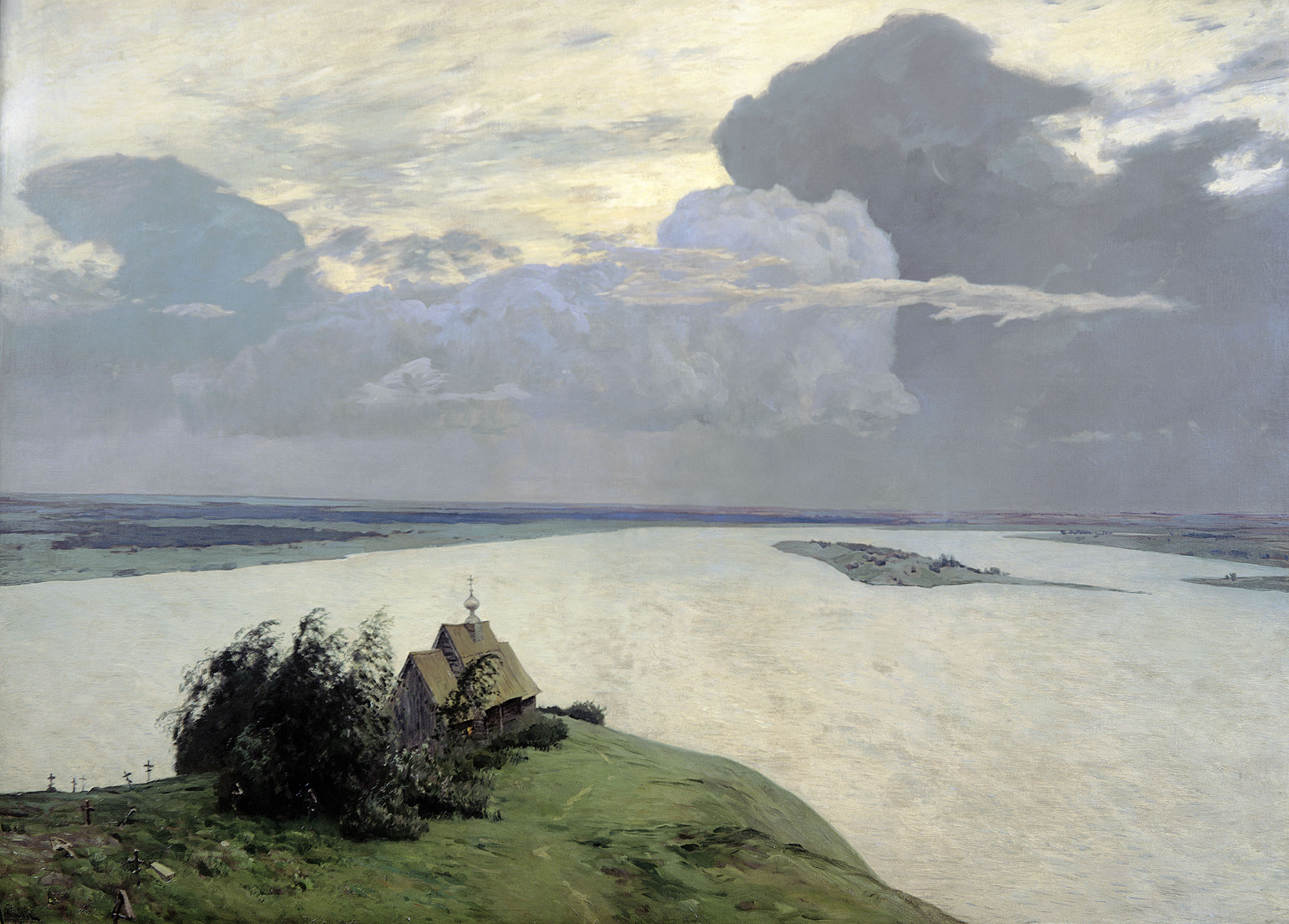
’Eeuwige vrede’, van Levitan, 1894.
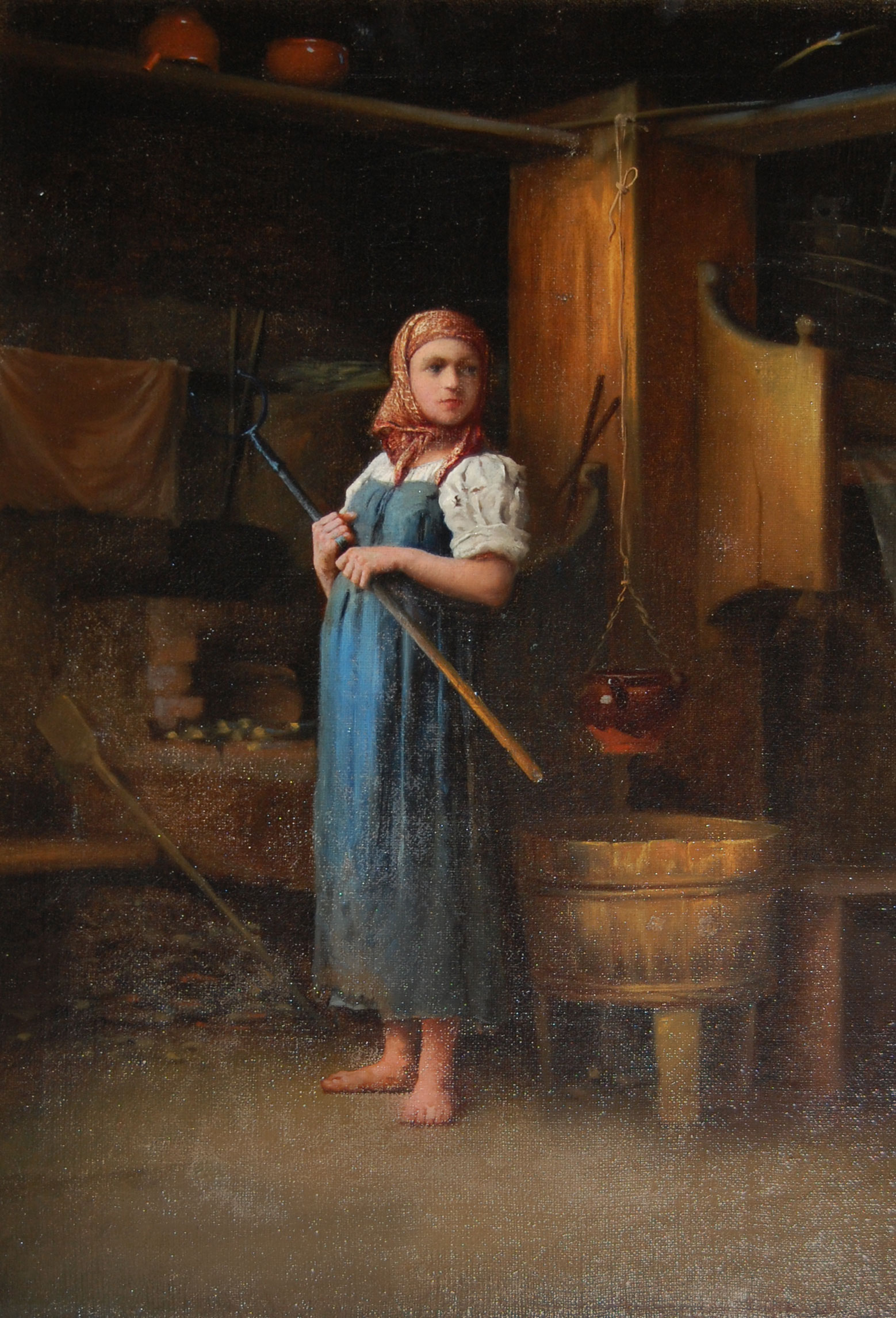
’Portret van een dorpsmeisje’, van Levitski, 1877.
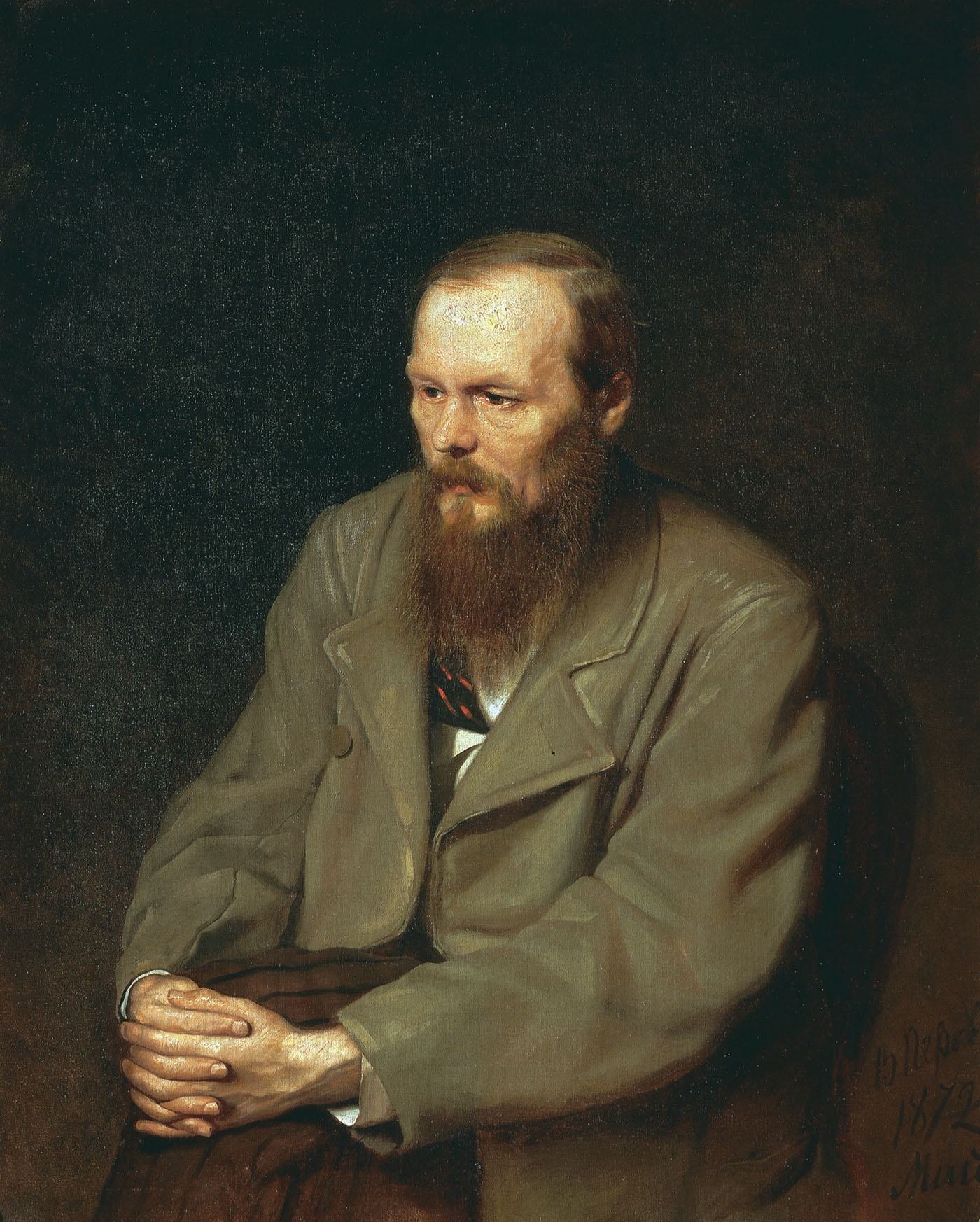
’Portret van Fjodor Dostojefski’, van Perov, 1872.
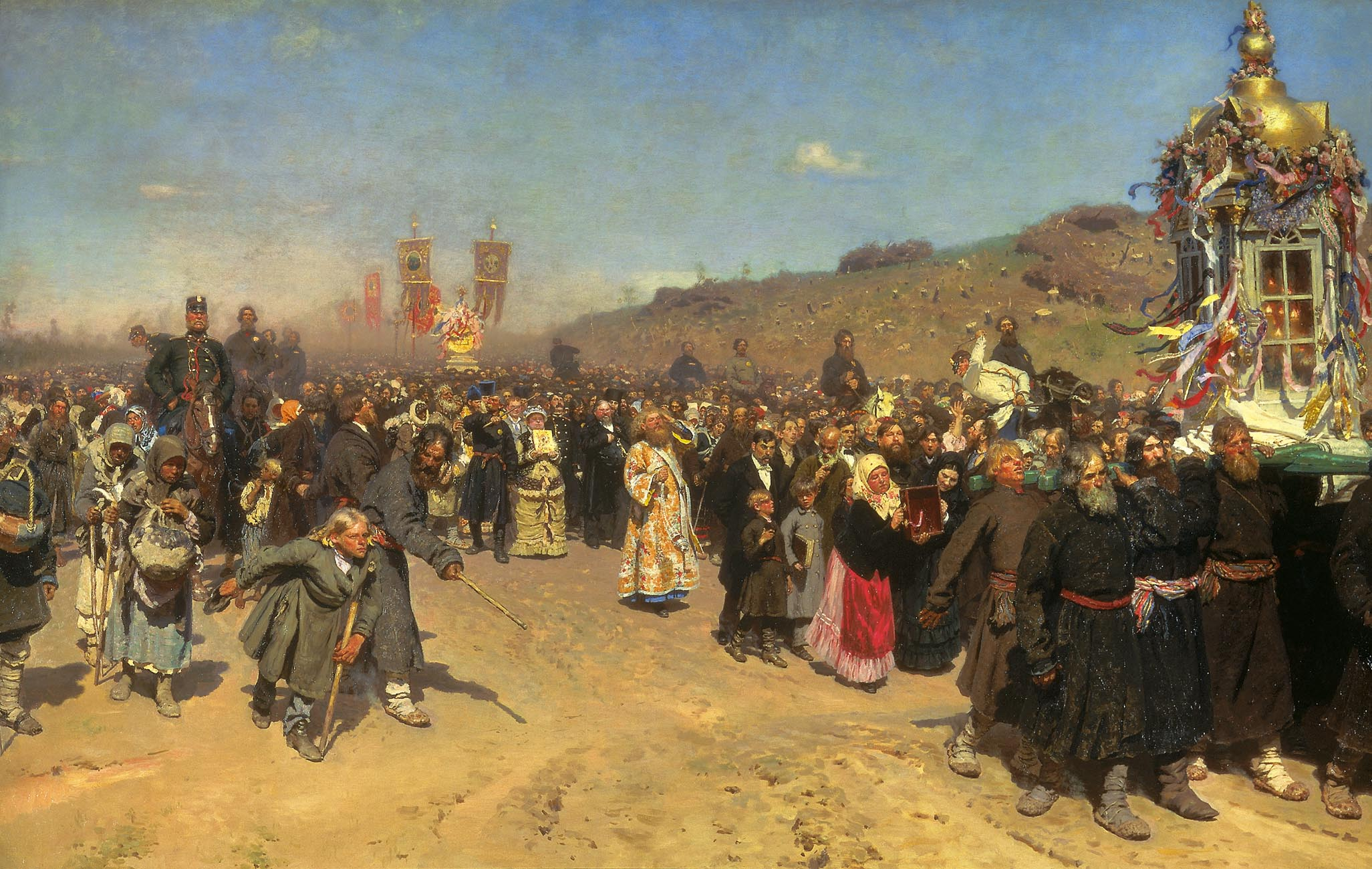
’Religieuze processie in de provincie Koersk’, van Repin, 1880/3.
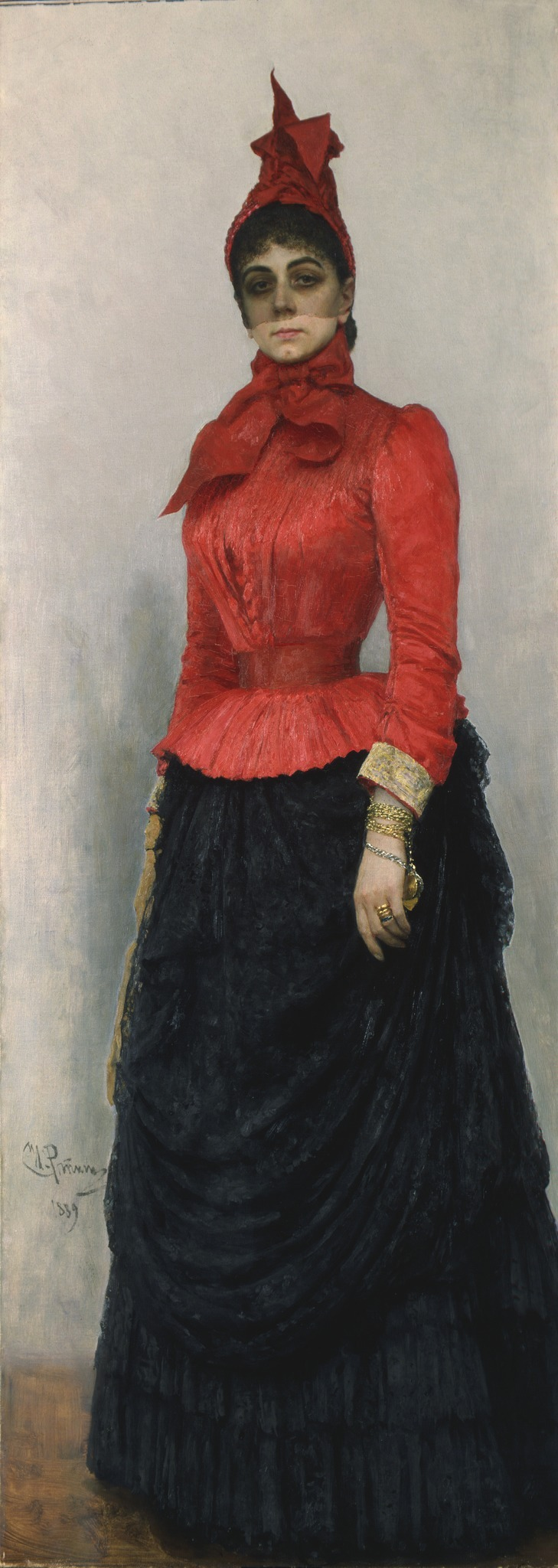
’Portret van barones Warwara Iwanowa von Hildenbandt’, van Repin, 1889.
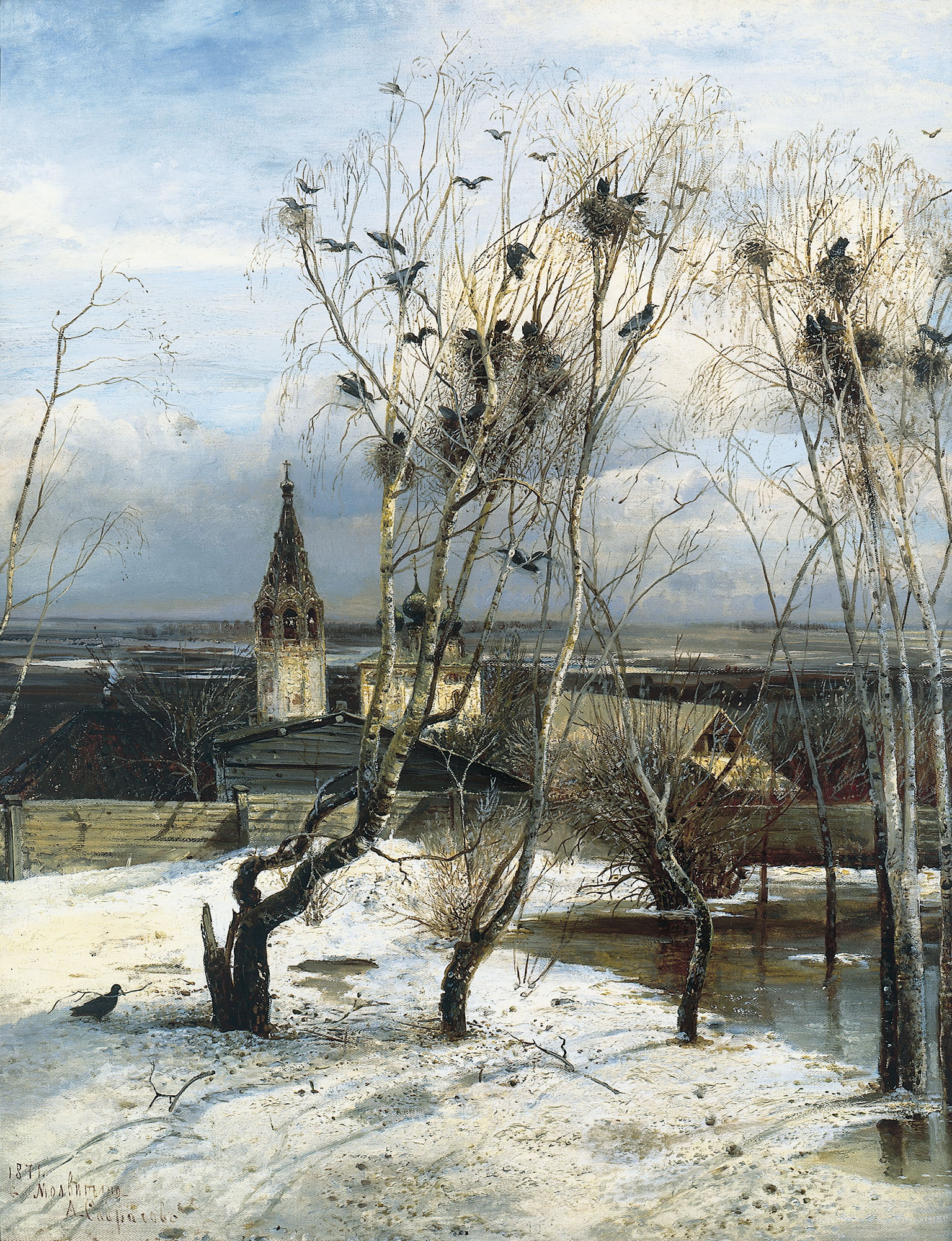
’De roeken zijn terug’, van Savrasov, 1871.
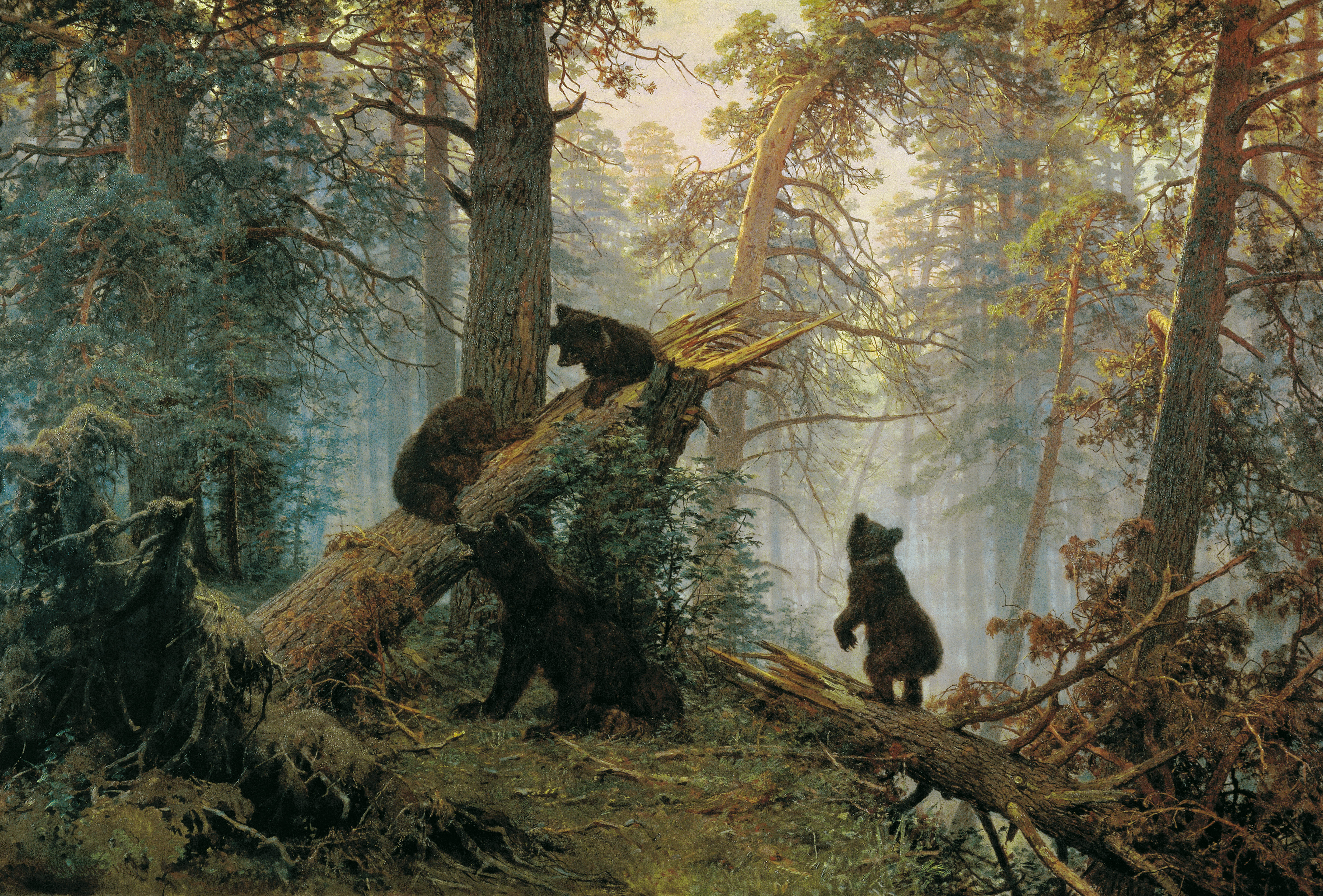
’Ochtend in het dennenbos’, van Sjisjkin, 1886.
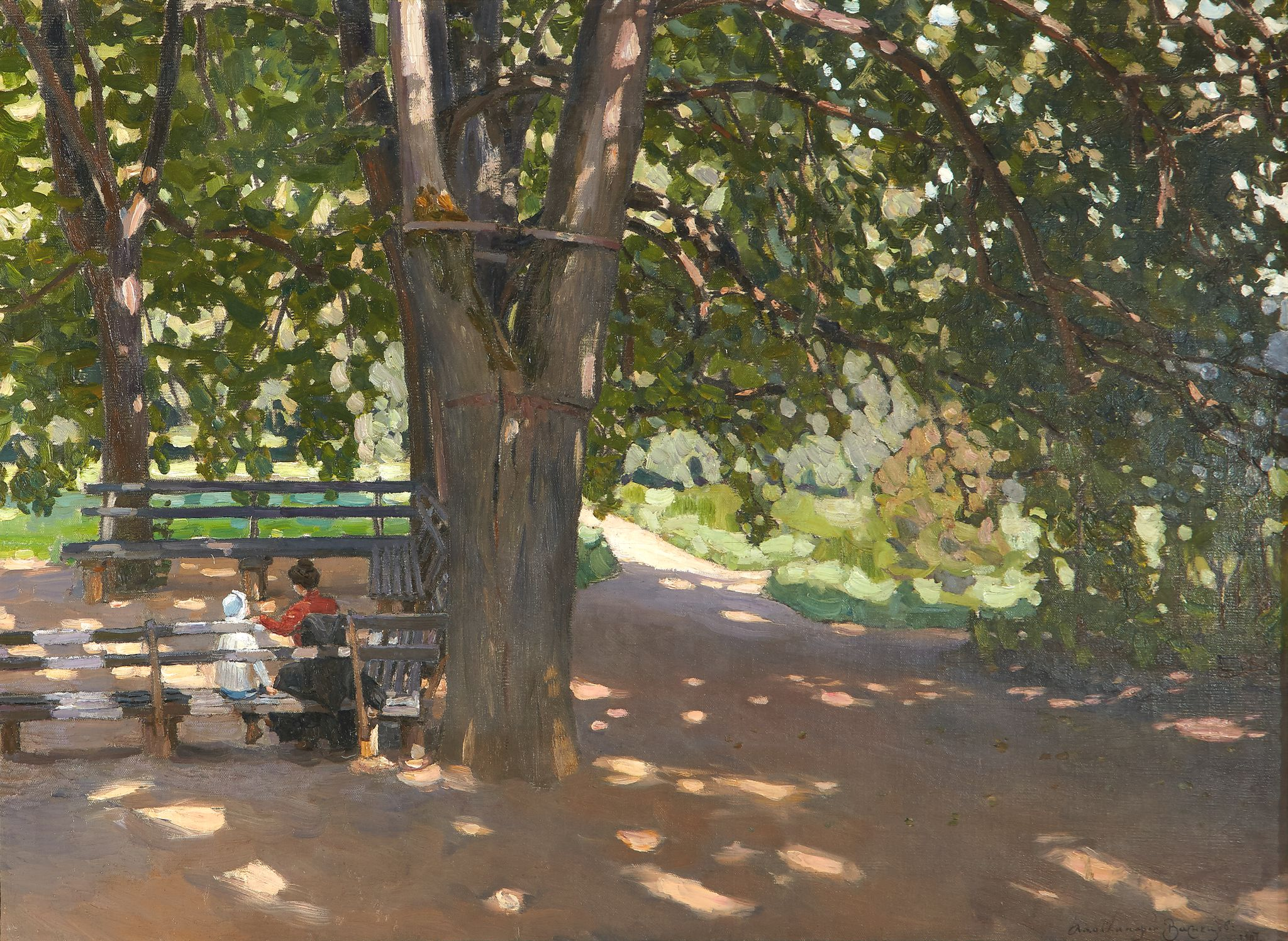
’In de schaduw van de lindebomen, van Apollinari Vasnetsov, 1900.

De schilderkunst in de jaren 1920 kende een avant-gardistische periode waarin schilders als Kazimir Severinovitsj Malevitsj grote faam verwierven. Deze ontwikkelingen – die ook in de muziek en de architectuur grote invloed had – kwamen door op het moment dat Rusland in een postrevolutionaire periode verbleef. De oude orde werd vernietigd en door de Nieuwe Orde vervangen. Het Stalinisme kreeg vanaf 1924 grip op de maatschappij en hieruit vloeide een staatscontrole op kunst voort. Vanaf het einde van de jaren 1920 ondervond de Russische avant-garde sterke kritiek van de Staat en werd vanaf 1934 geboycot. Socialistisch Realisme werd officiële politiek waardoor de avant-garde ondergronds moest gaan.

Schilderkunst tijdens de Russische avant-garde
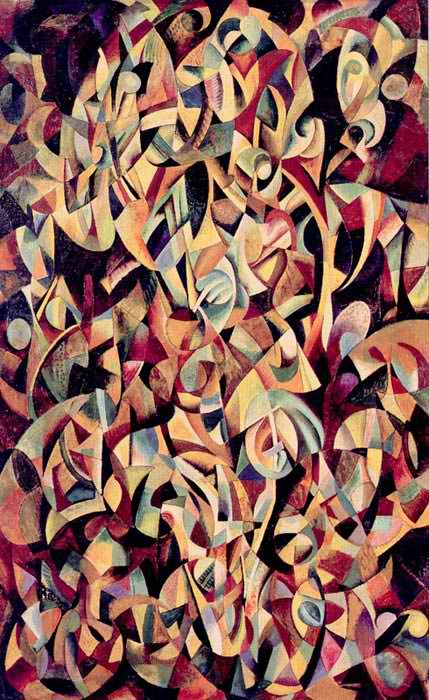
’Dans’, door Rodsjenko, 1915.
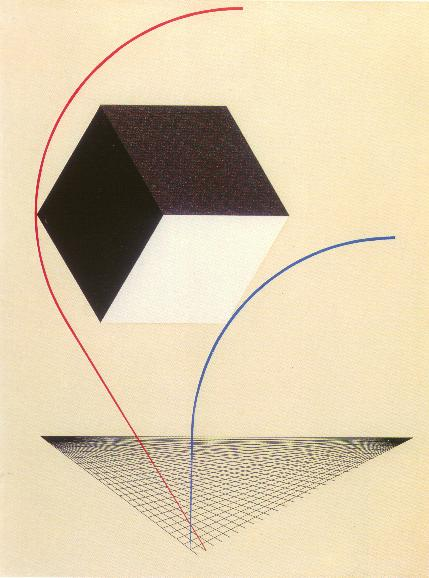
’Proun’, van Lissitski, 1925.
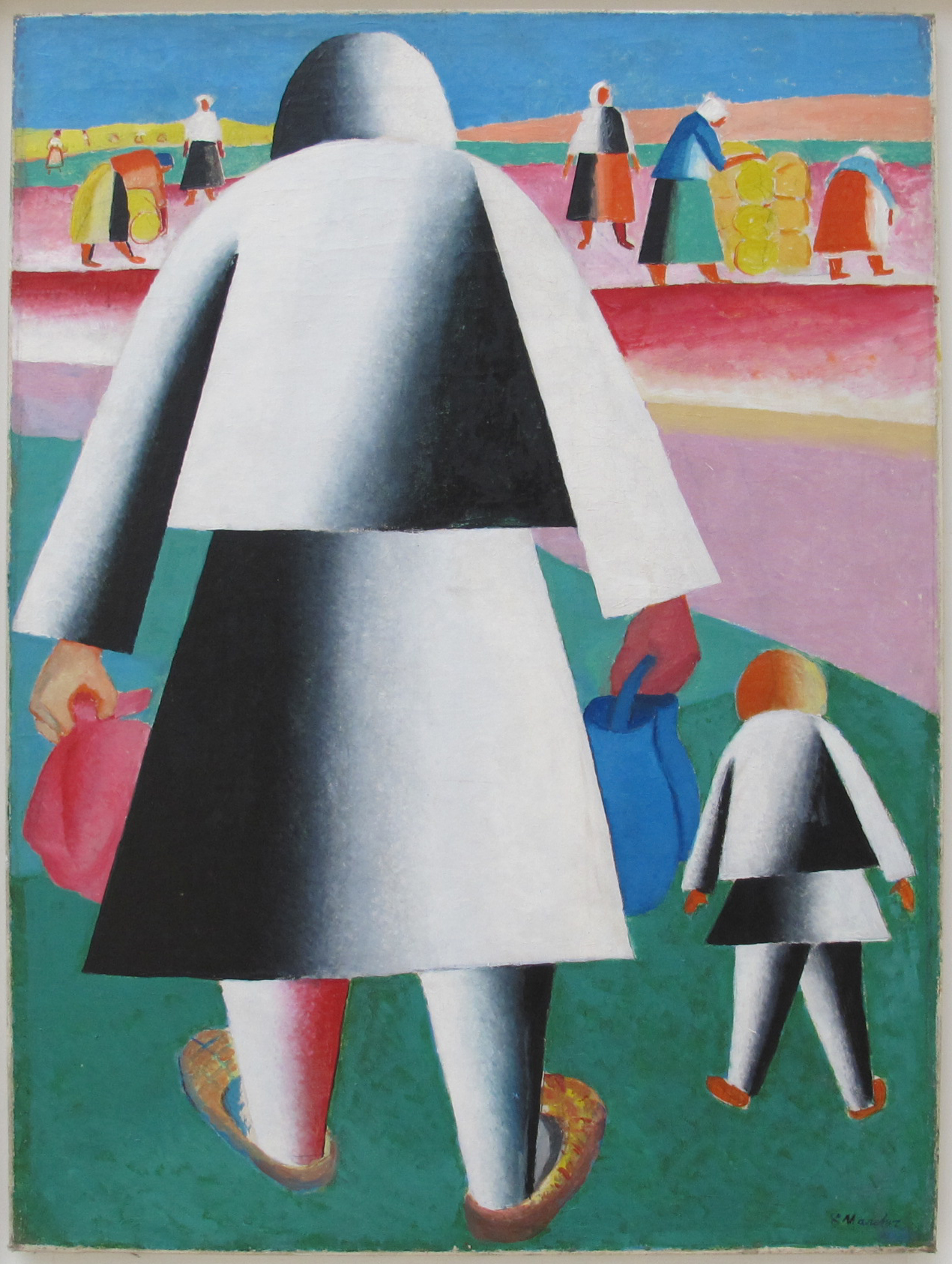
’Martha en dochter’, van Malevitsj, 1928-29.
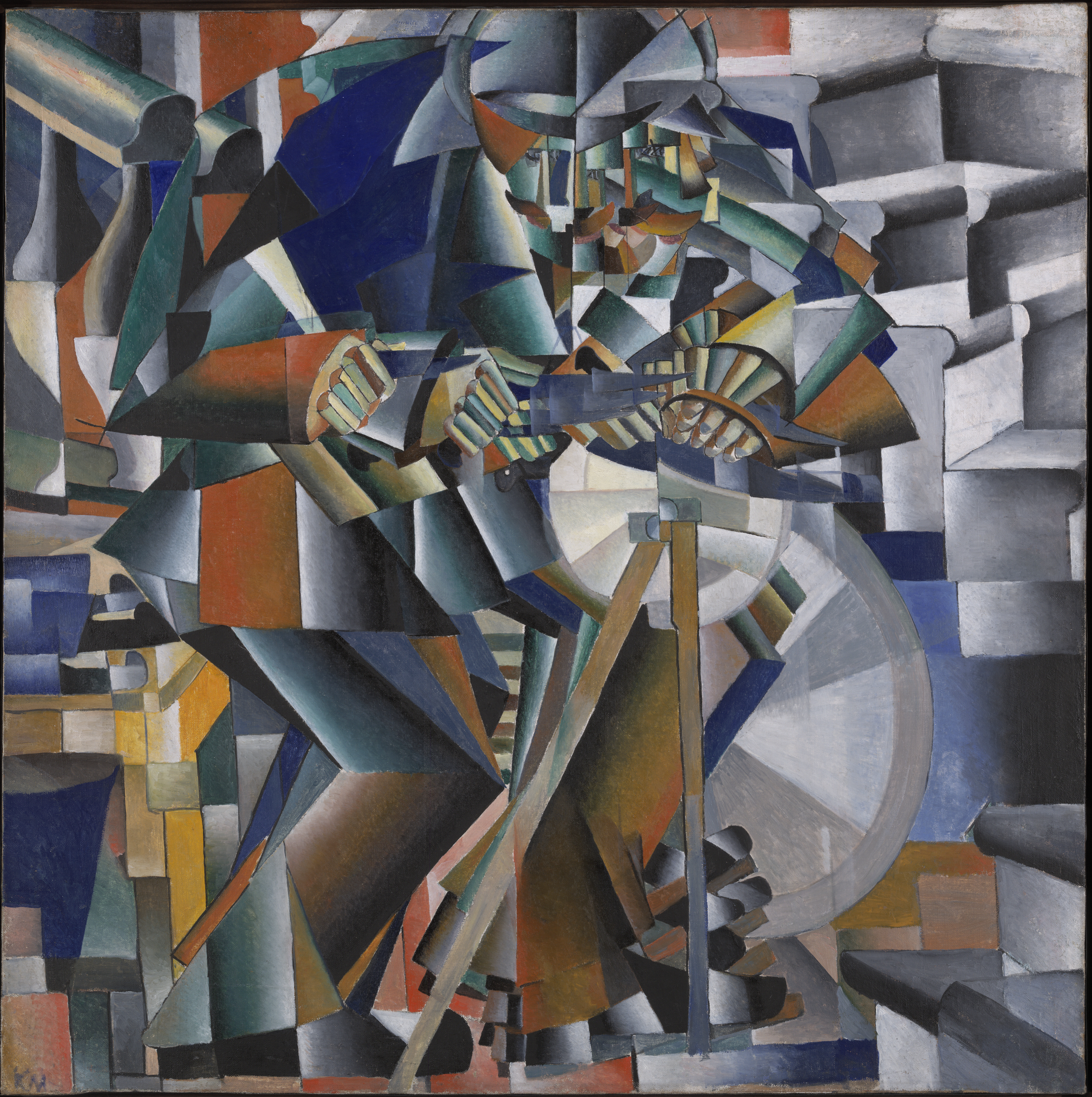
’De messenslijper’, van Malevitsj, 1913.
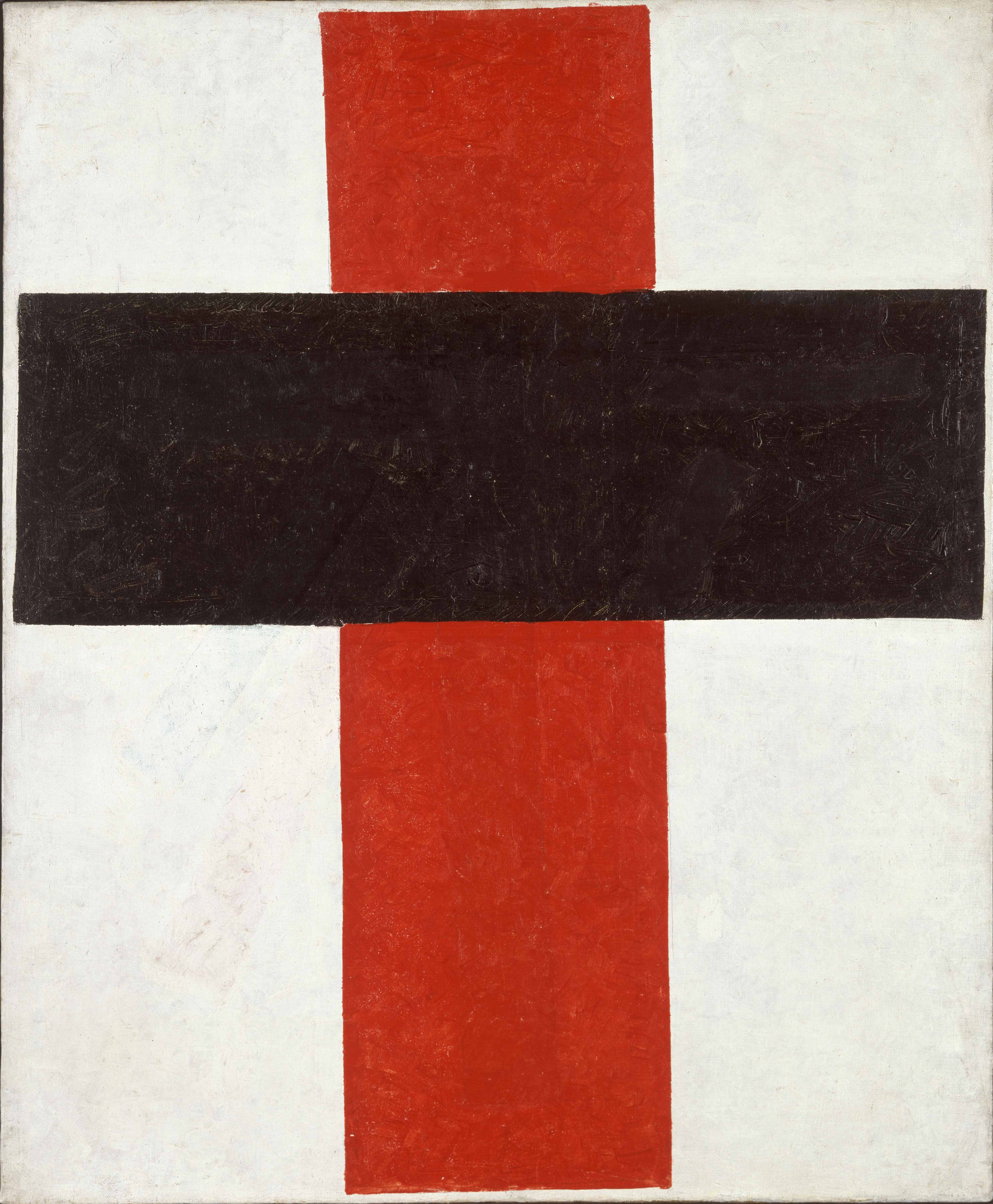
’Suprematisme’, van Malevitsj, 1921/7
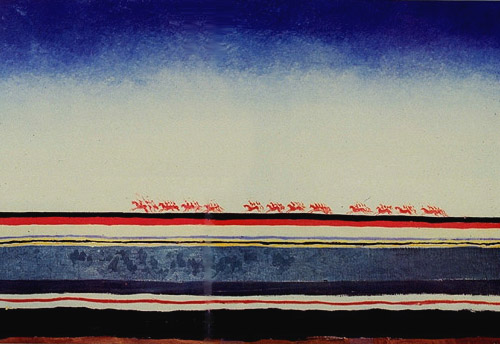
’De rode cavallerie’, van Malevitsj, 1930

### Voortzetting, de ‘Held van de Arbeid’
In 1931/2 werd de ‘Held van de Arbeid’ geïntroduceerd. Deze mens was afgeleid van de burger maar was duidelijk iets anders dan de hardwerkende, ‘kleine man’ die in de anonieme werkmassa opging. De arbeidsheld stond met zijn daadkracht boven de anderen op basis van zijn prestaties. Schrijvers werden geacht deze heldenconstructie tot zich te nemen en er over te schrijven; schilders moesten het in beeld brengen. Zo was dit feitelijk een oproep tot kunst, die eerder het ideaal dan de werkelijkheid liet zien. Daarnaast moest het voor het publiek duidelijk zijn dat deze muziek, romans en schilderijen geen verborgen bedoelingen of verhaallijnen hebben.
De eerste schilderijententoonstelling die door de Leningrader Vereniging van Kunstenaars – een kunstenaarsgroep die voortging op de principes van de Reizigers – werd georganiseerd vond in 1935 plaats. Onder hen bevonden zich onder meer de schilders Pjotr Buchkin, Rudolf Frentz, Isaak Brodski, een leerling van Ilja Repin, en Kazimir Malevitsj. Zij werden de oprichters van de zogenoemde Leningrader school en hun werken werden uiteindelijk de basis van een van de grootse museumcollecties van Sovjetschilderkunst van de jaren 1930-1950.
In 1932 werd het Leningrader Instituut van Proletarische Visuele Kunst omgedoopt tot het Instituut voor Schilderkunst, Beeldhouwkunst en Architectuur. Dit betekende dat een van de elementen van de Leningrader school, namelijk een professionelere kunstopleiding binnen een uniforme vereniging voor Leningrader artiesten, gerealiseerd kon worden. In 1934 werd Brodski directeur van dit instituut. Brodski wist vermaarde pedagogen en schilders aan het instituut te binden, waardoor het kunstzinnig niveau sterk steeg. Kunsttentoonstellingen die tussen 1935 en 1940 werden georganiseerd lieten niet alleen schilderijen zien waarbij de schilder zich aan de ‘sociale orde’ had aangepast, maar waren in de landschappen, portretten en genrestukken vrij van iedere ideologie. Net als aan componisten werden eisen gesteld aan schilders en schilderkunst. De gewone arbeider moest een verheven arbeider worden. Of hij nu in een fabriek werkte of op het land, zijn werk en prestatie moesten bewondering wekken. Daarbij was het vereist dat de idealen en de doelen van het communisme duidelijk tot uiting kwamen.
Het uiteindelijke doel was wat Lenin noemde ‘een geheel nieuwe mens: de nieuwe Sovjet mens’. Stalin beschreef de beoefenaars van het socialistisch realisme als ‘ingenieurs van de ziel’. Het realistisch element is uiterst belangrijk. De arbeider moest het liefst worden uitgebeeld met zijn gereedschap in de hand, breed glimlachend, noest arbeidend – mannen zijn gespierd en breedgeschouderd, vrouwen ‘goed gevuld’; het weer moest goed zijn en de velden uitbundig vol met rijpe oogst; de kleuren helder en contrastrijk. Schilderkunst moest vol van geluk en gezondheid zijn, drukke industriële bedrijvigheid uitbeelden en lachende groepjes schoolkinderen waren alom aanwezig. De kunstenaar mocht het leven niet portretteren zoals hij het zag. Alles wat er ondanks het communisme niet zo best uitzag, moest worden weggelaten. Alle schoolkinderen hebben boeken, terwijl er in werkelijkheid vaak maar twee taalboeken per klas waren en er een tekort aan papier was. Dit weglaten van de werkelijkheid was een scherpe trendbreuk met de aristocratische kunst die onder het tsaristisch tijdperk en de tijd daarvoor werd gepresenteerd. Vergeleken met de breed georiënteerde variaties die er in de westerse schilderkunst van de 20ste eeuw te zien waren, leverde de Sovjet schilderkunst een voorspelbare hoeveelheid producten van gelijkvormige aard op.
Gedurende de Stalinperiode werden talloze heroïsche portretten van de leider gemaakt die zijn betrokkenheid met de arbeider tentoon spreidde. In relatie tot de boerenbevolking was dit een pure falsificatie: hij interesseerde zich totaal niet voor hen en liet ze massaal verhongeren, deporteren en neerschieten. De schilders Aleksandr Dejneka (met ‘De Verdediging van Petrograd’, ‘De Verdediging van Sebastopol’ en verschillende op voetbal geïnspireerde doeken) en Yuri Pimenov (met ‘Nieuw Moskou’ en ‘Een Bruiloft in Morgenstraat’) kunnen gezien worden als schilders die socialistisch realisme en impressionisme mengden en zich enigszins tegen dit beeld keerden.
Westerse critici beschreven de principes van de socialistisch realistische schilderkunst met ‘meisje ontmoet tractor’ of ‘communistische kitsch’. Ze zou alleen politieke doelen dienen, eenzijdig in vorm zijn en artistieke waarde ontberen. Net als in de muziek zijn er in de schilderkunst vele als waardevol erkende werken. Er werd een veelheid aan onderwerpen aangesneden die met zeer veel verschillende technieken werden gemaakt. In de jaren dat de schilderkunst Socialistisch Realistisch moest zijn veranderde de thematiek veelvuldig. De Tweede Wereldoorlog, de dood van Stalin, de dooi onder Chroesjtsjov en de relatieve vrijheid onder Brezjnev werden door kunstenaars gebruikt de grenzen van de eisen te verkennen. Na de dood van Stalin kwam bijvoorbeeld een schilderstijl op die de naam ‘Ernstige Stijl’ kreeg. (Russisch: Строгий стиль; Engels: Severe Style). Gelij Korzjev was een van de exponenten van deze stijl. Deze stijl kwam op als tegenreactie. De glanzende, hyperrealistische – soms naïeve – stijl, bijvoorbeeld in het schilderij Een brief van het front, van Alexander Laktionov, van de jaren na de Grote Vaderlandse Oorlog werd hier stilistisch bekritiseerd. Veel kunstenaars werkten niet alleen voor de Staat maar ook voor zichzelf. Impressionisme en expressionisme bloeiden, soms gedeeltelijk ondergronds, vaker binnen privécirkels.

Socialistisch Realistisch schilderkunst
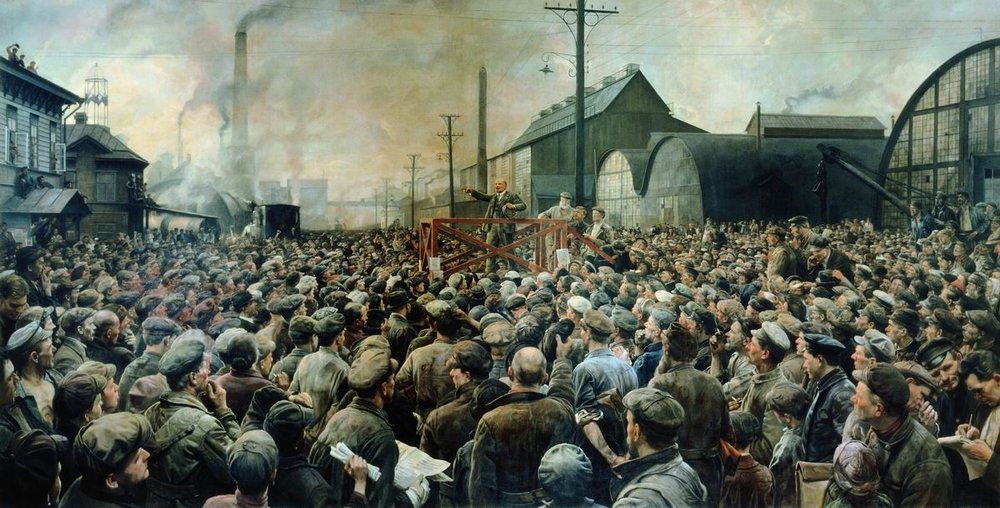
Isaak Brodski’s (1883-1939) ‘Lenin in de Putilov fabriek, mei 1917’
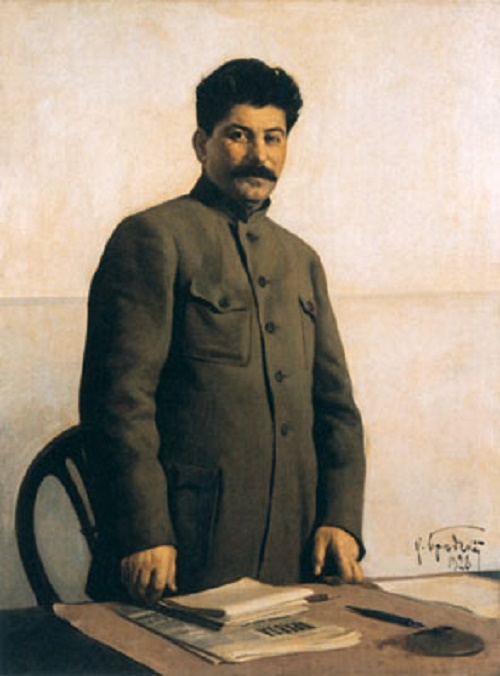
Isaak Brodski’s ‘Stalin’ (1928).
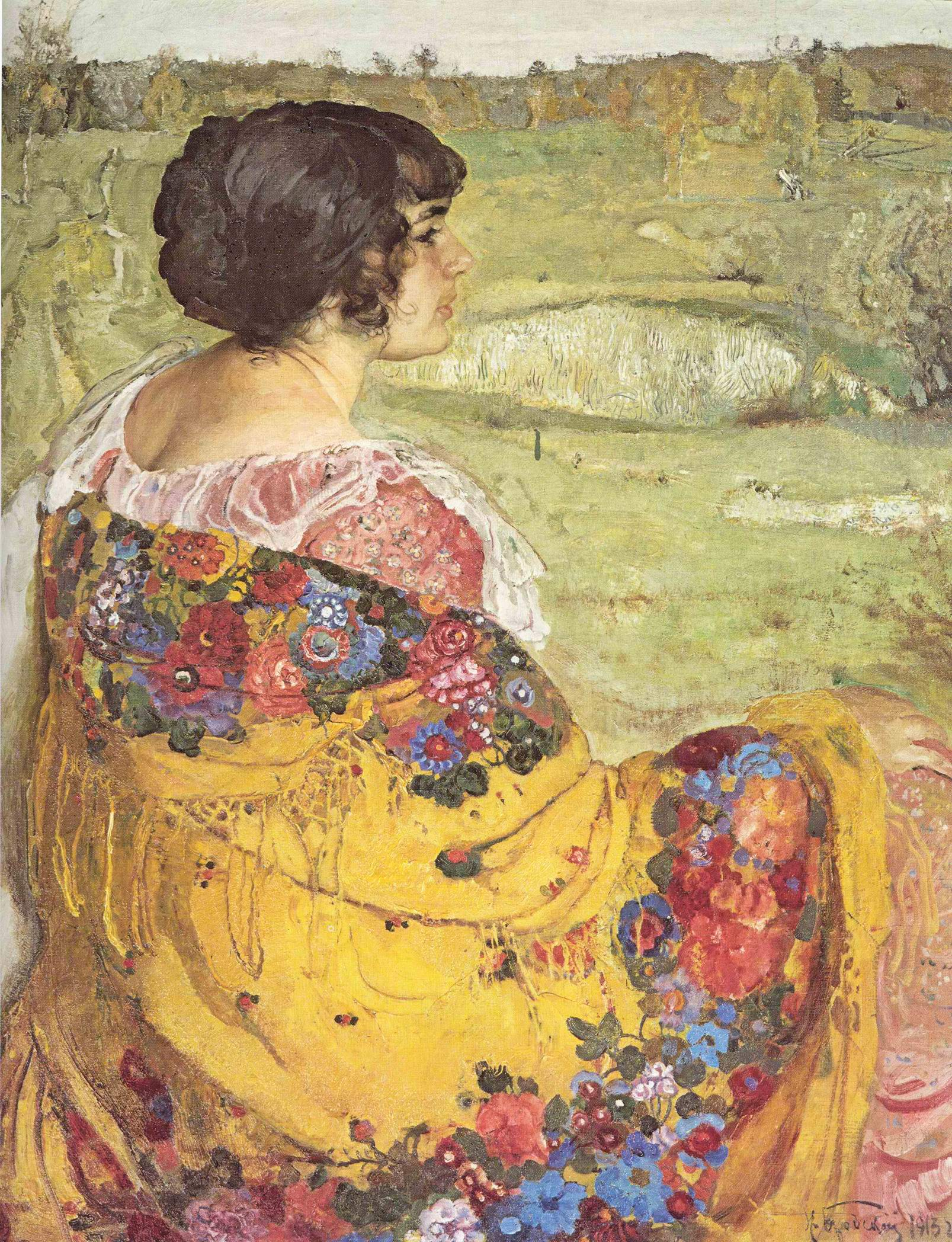
’Brodskaya’, van Brodski.

## Socialistisch-realistische schrijvers en boeken
- Maksim Gorki
- Michail Sjolochov
- Aleksandr Fadejev
- Aleksej Tolstoj
- Nikolaj Ostrovski
- Konstantin Simonov
- Ilja Erenburg
- Leonid Leonov
- Valentin Katajev
- Nikolaj Tichonov
- Nikolaj Nikitin
- Michail Slonimski
- Fjodor Gladkov
- Aleksander Serafimovitsj
- Christa Wolf

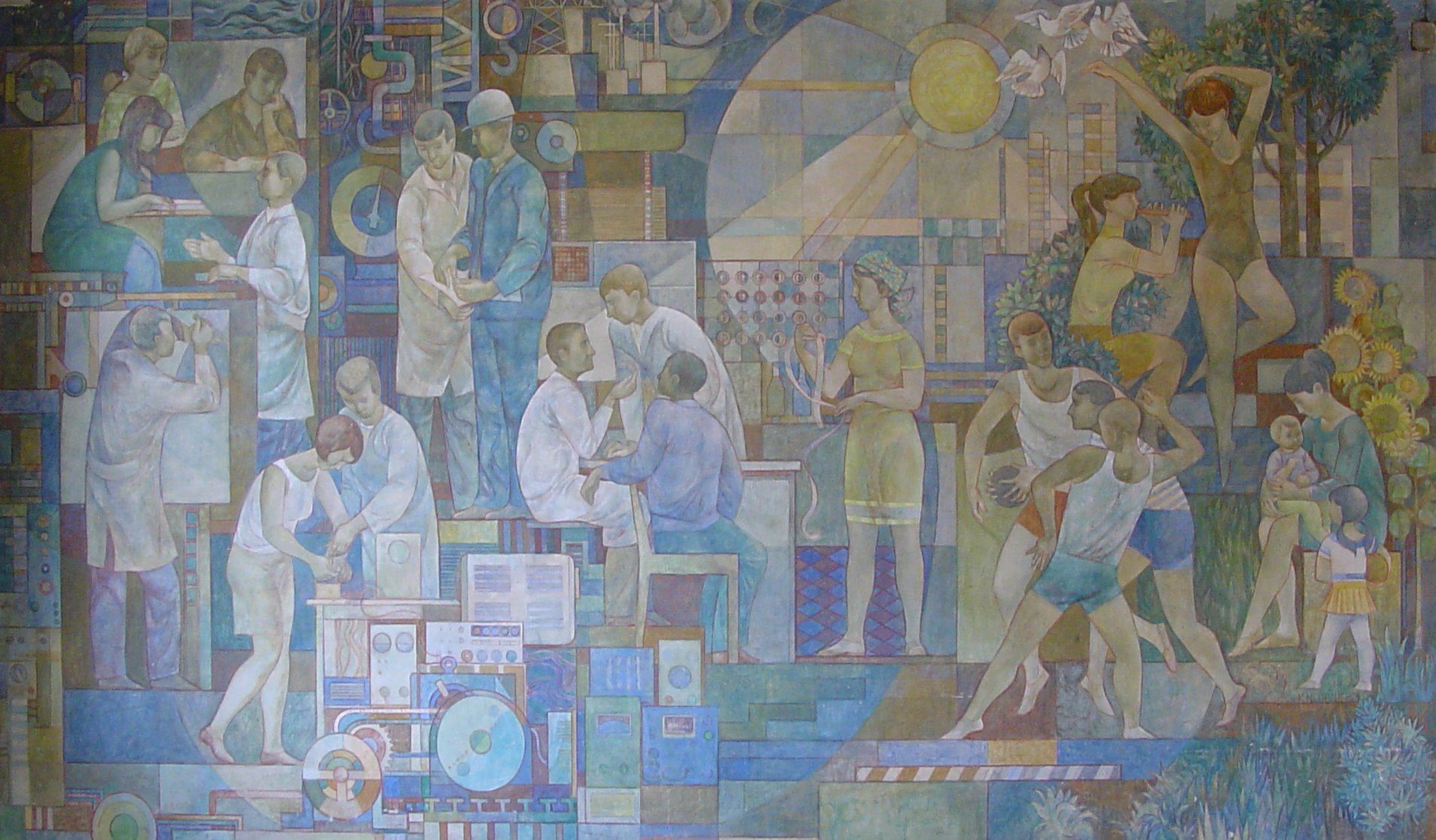
Socialistisch Realisme in Oost-Duitsland, door K. Neubauer, 1980

De roman Mat’ (Мать, de moeder, 1906/7) van de schrijver Maksim Gorki wordt over het algemeen als de eerste socialistisch realistische roman gezien. In deze roman wordt een proletarische fabrieksarbeider als held neergezet. Gorki’s stijl is na 100 jaar echter verouderd te noemen. Met zijn essay ‘Het Socialistisch Realisme’ betoonde hij zich een groot aanhanger van deze stroming en legde er een van de fundamenten voor: het simpele verhaal zonder dubbele bodems. Andere belangrijke werken in het genre zijn Fjodor Gladkov’s Sementt’ (Cement, 1925); Nikolaj Ostrovski’s Kak zakalyalas' stal' (Как закалялась сталь)(Hoe het staal gehard werd, 1932/4); Michail Sjolochov’s Tichij Don (Тихий Дон)(De stille Don, 1928/40, Nobelprijs 1965), een vierdelig magnum opus dat door Ivan Dzerzhinski tot een opera werd bewerkt; Yuri Krimov’s Tanker ‘Derbent’ (1938, ook verfilmd en in het Nederlands vertaald) waarin een gewone communist discipline brengt tussen een ongeregeld stelletje scheepsbemanning. Ook buiten de Sovjet-Unie waren schrijvers socialistisch realistisch geëngageerd: Martin Andersen Nexø in Denemarken en Louis Aragon in Frankrijk.
De censuur was hevig en vele schrijvers werden gedwarsboomd en vervolgd, kregen publicatieverboden en werden bedreigd. Overbekende voorbeelden zijn de schrijvers Boris Pasternak en Aleksandr Solzjenitsyn. Waarom bijvoorbeeld een roman als Dokter Zjivago (1955) verboden werd, kunnen we eenvoudig analyseren met behulp van de 4 regels voor Socialistisch Realisme die de Staat al in 1934 neerlegde. Werken (ongeacht welke) moesten:
- Proletarisch zijn: kunst die relevant is voor arbeiders en door hen begrepen kan worden.
  - Pasternak’s boek zit vol metaforen en is daarom verwarrend en onbegrijpelijk. De gevoelens van zijn personages komen van binnenuit en zijn daardoor verdacht.
- Getypeerd: beelden van het alledaagse leven weergevend.
- Realistisch: in de zin van ‘het gewone’ uitbeeldend, eenduidig, eendimensionaal.
  - Pasternak’s boek zit vol ongewone dingen: bijvoorbeeld is er nu wel of geen liefde tussen Joeri en Lara?
- Partizaans (voor het politieke of nationale belang strijdend): dat wil zeggen de doelen van de Staat en de Partij ondersteunend.
  - Pasternak schetst de Russische Revolutie als een achteruitgang, een onbestaanbaar idee voor de Partij. Het deserteren van de hoofdpersoon kan ook niet door de beugel.
  - Zjivago heeft een ideaal: de individuele mens, hij komt daar voor op. Dit is niet in het belang van de Staat die naar het collectieve streeft dat eenvoudig beheersbaar zou zijn. Individuen zijn dat niet.

Socialistisch Realistische schrijvers
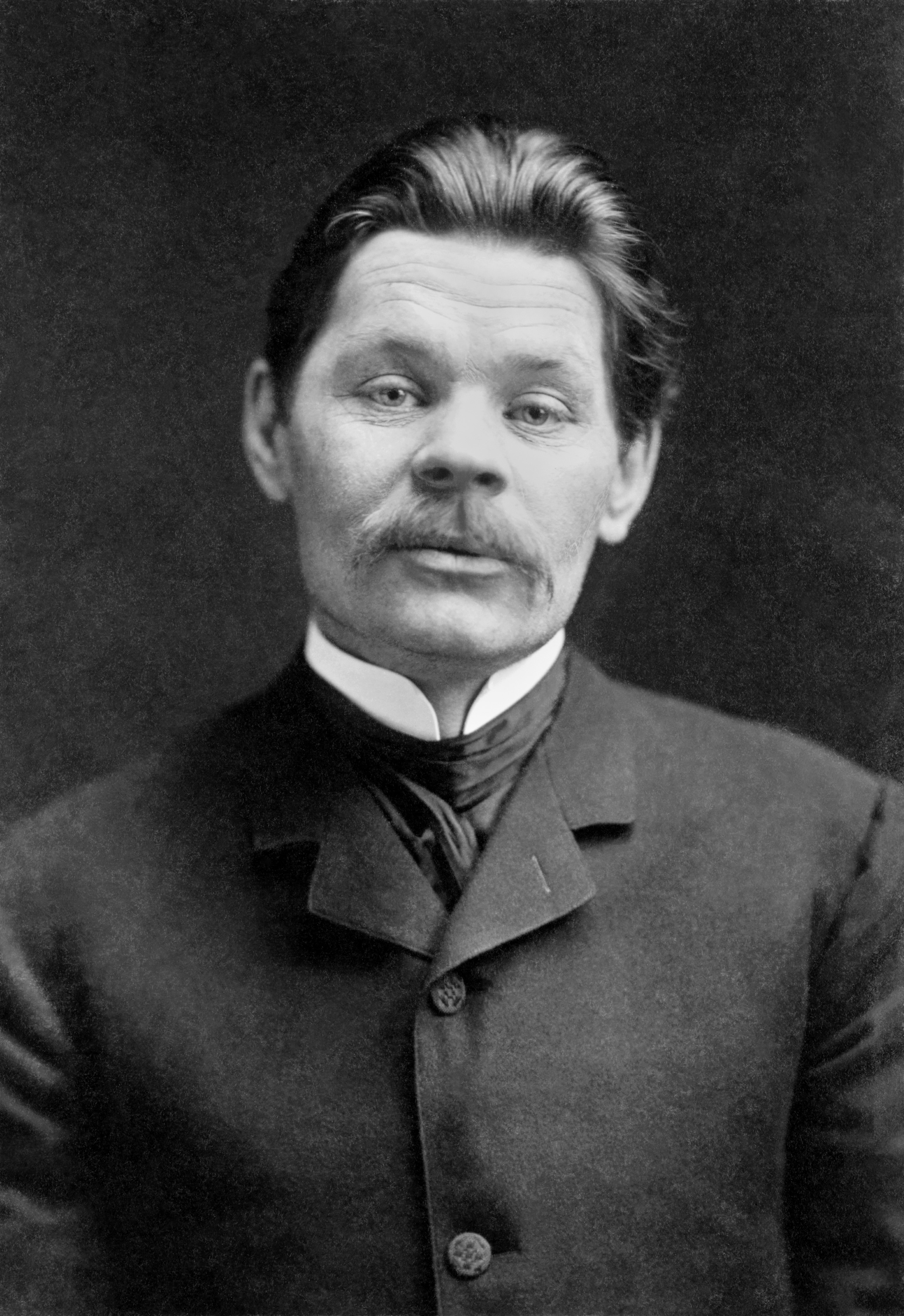
Foto van Masim Gorki, rond 1906